# Milos Raonic
Milos Raonic, né le 27 décembre 1990 à Titograd en Yougoslavie (aujourd'hui Podgorica au Monténégro), est un joueur canadien de tennis d'origine monténégrine, passé professionnel en 2008. Il a remporté huit tournois en simple sur le circuit ATP et son meilleur résultat en Grand Chelem est une finale à Wimbledon, perdue face à Andy Murray en 2016.
En 2012, il devient le sixième joueur de l'histoire à dépasser mille aces sur une saison, après Pete Sampras, Ivo Karlović, John Isner, Andy Roddick et Goran Ivanišević. En atteignant le 3e rang mondial en 2016, il a été le Canadien le mieux classé en simple depuis le classement par ordinateur en 1973.

## Biographie
Né en Yougoslavie dans l'actuel Monténégro, ses parents d'origine monténégrine se sont installés au Canada avant ses 4 ans. Son frère et sa sœur ainsi que tout le reste de sa famille vivent au Monténégro où il va une fois par an. Il a été en couple avec la mannequin canadienne Danielle Knudson de 2015 à 2018.

## Carrière

### 2010. Débuts sur le circuit ATP
Au Masters du Canada, il bénéficie d'une invitation pour jouer en double avec son compatriote Vasek Pospisil, avec qui il élimine au premier tour la paire prestigieuse composée de Rafael Nadal, numéro un mondial, et Novak Djokovic, numéro deux. Ils sont néanmoins battus au tour suivant.
Milos Raonic participe au premier tour de l'US Open mais est battu par l'invité Carsten Ball (7-64, 3-6, 3-6, 2-6).

### 2011. La révélation: premier titre ATP
Révélé début 2011 avec un enchaînement de victoires (4e tour à l'Open d'Australie, victoire à San José, finale à Memphis), il gagne plus d'une centaine de places au classement ATP en quelques semaines et bouscule les habitués du très haut niveau et du top 10. Il réalise sa première grosse performance à l'Open d'Australie 2011, en sortant des qualifications et en se qualifiant pour la seconde semaine du tournoi. Il est battu par David Ferrer en 4 sets lors des huitièmes de finale après avoir éliminé des joueurs comme Michaël Llodra ou Mikhail Youzhny ; il est également le joueur à avoir réalisé le plus d'aces durant ce tournoi (94), ainsi que le service le plus rapide (230 km/h).
Sur le circuit Future, il a déjà remporté 4 tournois.
Le 13 février 2011, il remporte son premier titre sur le circuit ATP au tournoi de San José (250 Series) en battant en finale Fernando Verdasco.
La semaine suivante, il atteint la finale du tournoi de Memphis. Il bat notamment Radek Štěpánek en huitièmes de finale en réalisant la bagatelle de 38 aces en 3 sets. En finale contre Andy Roddick, et après avoir sauvé plusieurs balles de match, il sert durant ce match un boulet de canon chronométré à 241 km/h, et claque pas moins de 32 aces avant de s'incliner après trois sets très serrés.
37e mondial à la suite de ces deux semaines prolifiques, il pointe également à la première place des joueurs ayant marqué le plus d'aces (303 en 16 matchs), devant Andy Roddick (221 en 15 matchs) et Robin Söderling (193 en 18 matchs).
À la suite de ses résultats, Milos Raonic se voit offrir une wild card pour participer au premier Masters 1000 de la saison, celui d'Indian Wells. Après avoir éliminé la tête de série numéro 13 Mardy Fish, il est arrêté par une révélation du tournoi, Ryan Harrison, 152e mondial, qui s'était également vu offrir une wild card. Lors du Masters de Miami, il se fait éliminer dès son entrée en lice par l'Indien Somdev Devvarman en 2 sets (7-65, 7-5).
Au Masters de Monte-Carlo, il élimine au premier tour le Français Michaël Llodra sur le score de 6-3, 0-6, 6-0. Au deuxième tour, il surclasse le Letton Ernests Gulbis en 2 sets (6-4, 7-5). Il se fait éliminer au tour suivant par David Ferrer (6-1, 6-3). À la suite de ce tournoi, il gagne 6 places au classement ATP et prend ainsi la 28e place mondiale.
Il continue sa montée au classement en se rendant en huitièmes de finale à Barcelone, en battant d'entrée Radek Štěpánek 6-4, 6-2, puis Simon Greul 6-3, 4-6, 7-6. Il s'incline devant Ivan Dodig (7-6, 4-6, 6-3 pour le Croate), pour monter au 27e rang mondial.
Raonic participe ensuite au tournoi d'Estoril, où il bat Igor Andreev, João Sousa et Gilles Simon sur le score de 7-6, 4-6, 6-3. Il abandonne cependant au tour suivant face à Fernando Verdasco après avoir perdu le premier set 6-4. Ce tournoi lui permet de grimper à la 25e place mondiale. Il est battu alors aux premiers tours lors des Masters de Madrid par Feliciano López, des Masters de Rome par Fernando Verdasco et de Roland-Garros par Michael Berrer.

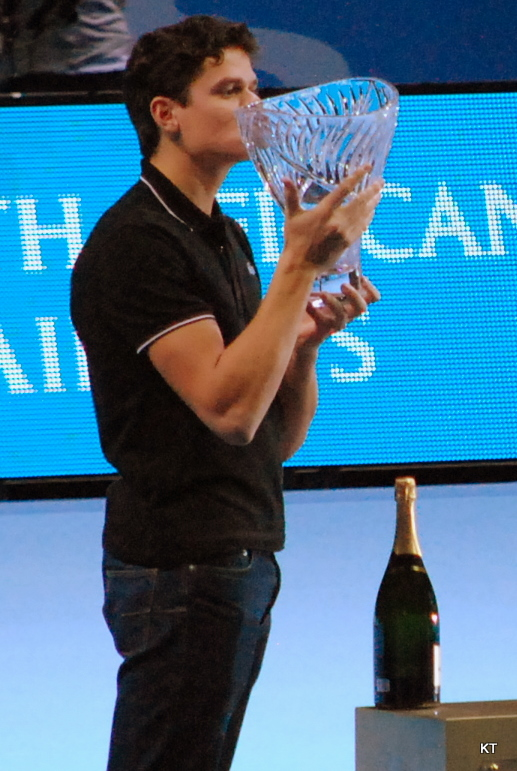
Milos Raonic reçoit sa récompense au Masters de l'ATP à Londres en 2011.

Puis vint la saison sur gazon, où Raonic n'avait aucune attente. Au tournoi de Halle, il bat Pablo Andújar et Tobias Kamke, avant de perdre en quart de finale contre Philipp Petzschner. Il atteint la finale de ce tournoi en double, avec Robin Haase, où ils perdent contre Rohan Bopanna et Aisam-Ul-Haq Qureshi au tie-break final. À Wimbledon, Raonic, classé 31e tête de série, bat le Lucky Loser Marc Gicquel, avant de jouer contre Gilles Müller au deuxième tour. Cependant, après avoir mené 3-1 dans le premier set, Milos déclare forfait après s'être blessé à la hanche lors d'une chute.
Il se fait opérer le 5 juillet, et revient au jeu seulement 6 semaines plus tard, la semaine précédant l'US Open. Finalement, il décide de déclarer forfait pour l'US Open 2011 déclarant être insuffisamment remis de son opération.
Raonic revient au jeu pour la rencontre décisive contre Israël en Coupe Davis. Il s'incline cependant contre Amir Weintraub, souffrant d'un empoisonnement alimentaire. Il se retire ensuite du reste de la rencontre ainsi que du tournoi de Kuala Lumpur. Il revient ensuite à Tokyo où il perd contre le même joueur, au même tour du même tournoi, et en prenant le même nombre de jeux que l'année précédente; Rafael Nadal le bat 7-5, 6-3. Il s'incline ensuite au deuxième tour une seconde fois en deux semaines contre un autre Espagnol, David Ferrer, à Shanghai. Milos joue ensuite à Stockholm, où il bat successivement Márcos Baghdatís, Philipp Petzschner et Grigor Dimitrov, avant de perdre un match serré contre Gaël Monfils, en demi-finale. Il redevient par la suite 28e au classement. Lors du tournoi de Valence, il s'incline dès le premier tour face à Marin Čilić. Il subit également la défaite lors du Masters de Paris-Bercy face à Julien Benneteau, tournoi qui mettra fin à sa saison.
Après avoir connu une excellente première saison complète sur le circuit, il a été nommé par ses pairs à titre de « Nouveau venu de l'année » lors du Masters de l'ATP à Londres, tournoi réunissant les 8 meilleurs joueurs de la saison. Il termine également la saison à la deuxième place sur le circuit pour les points gagnés au premier service (79 %), à la quatrième place pour le nombre de jeux gagnés au service (88 %) et à la cinquième place pour le nombre d'aces (637).

### 2012. La confirmation: 2 titres ATP, 2 finales en ATP 500,1 000 acesen une saison
L'année 2012 commence bien pour Milos Raonic : à 21 ans, il remporte son deuxième titre sur le grand circuit à Chennai en dominant la tête de série no 2 Nicolás Almagro (6-4, 6-4) en demi-finale et le numéro 9 mondial Janko Tipsarević (64-7, 7-64, 7-64) à l'issue d'une finale marathon longue de 3 h 14. Il est le premier joueur à ne pas perdre son service dans un tournoi depuis Roger Federer en 2008 à Halle. À la suite de cette victoire, il gagne 6 places au classement et atteint à nouveau son meilleur classement en carrière, au 25e rang mondial. À Melbourne, lors du premier Grand Chelem de la saison, il passe aisément au 3e tour en éliminant Filippo Volandri et Philipp Petzschner avant de s'incliner face à l'ex-no 1 mondial Lleyton Hewitt en 4 sets. Il se rend par la suite à Vancouver pour participer à la Coupe Davis afin de représenter le Canada face à la France dans un duel du premier tour du groupe mondial. Dans cette confrontation, Milos Raonic bat Julien Benneteau (6-2, 6-4, 7-5), mais s'incline en double avec Daniel Nestor (6-7, 6-7, 3-6). Une semaine plus tard, le jeune Canadien défend son titre acquis l'an passé et remporte le troisième tournoi de sa carrière, à San José. Il bat en finale Denis Istomin sur le score de 7-62, 6-3. Il réussit également à atteindre la finale la semaine suivante à Memphis, mais s'incline face à Jürgen Melzer (5-7, 64-7).
Lors du premier Masters 1000 à Indian Wells, Raonic est classé 27e tête de série et obtient donc un laissez-passer au premier tour. Il élimine Carlos Berlocq avant de s'incliner face à Roger Federer en trois manches (7-6, 2-6, 4-6) au troisième tour. Il atteint également le troisième tour à Miami avant de déclarer forfait avant d'affronter Andy Murray.

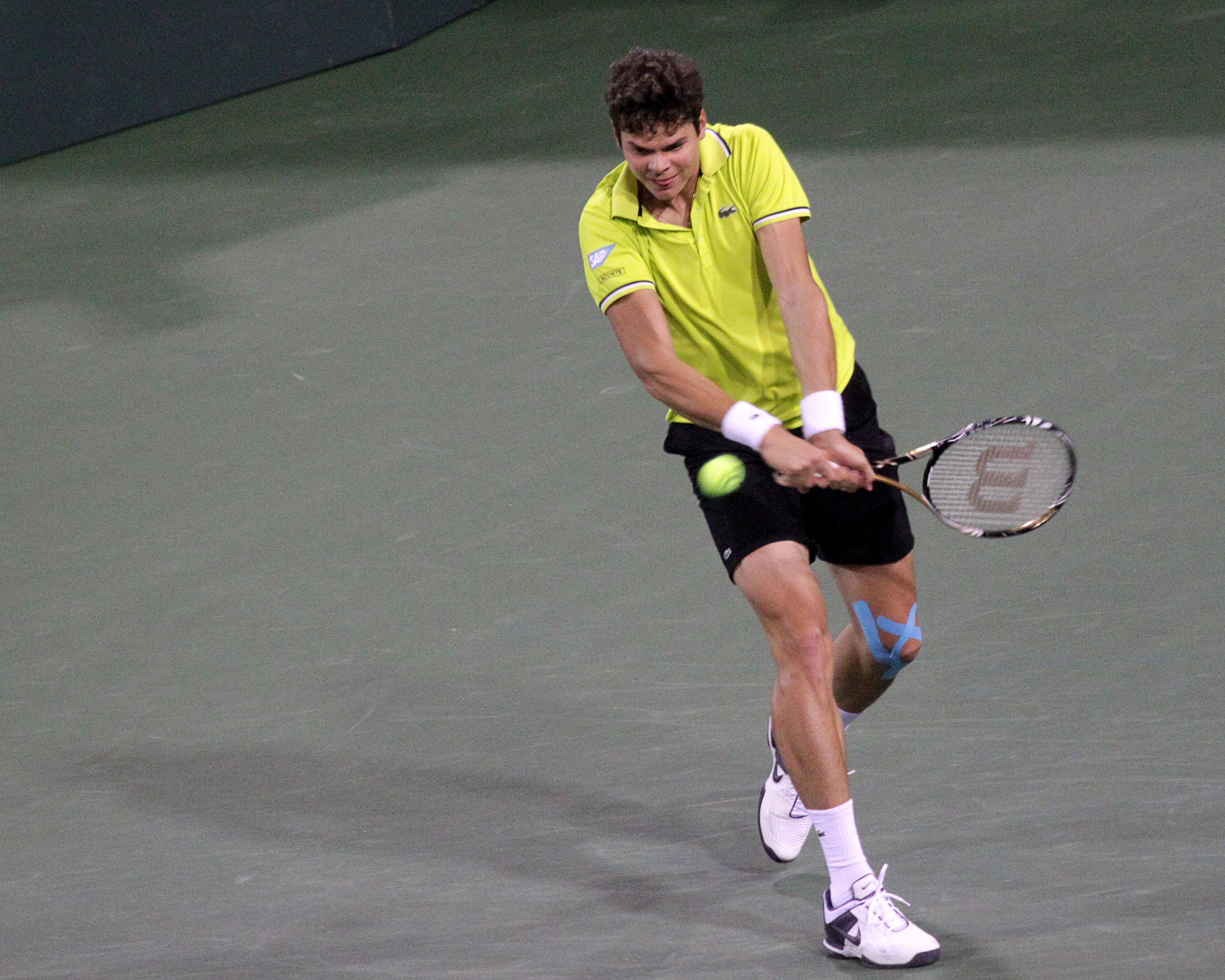
Milos Raonic à Indian Wells en 2012.

Milos Raonic entame sa tournée sur terre battue en s'inscrivant pour le Masters 1000 de Monte-Carlo, où il est éliminé dès le premier tour par Albert Montañés. Il dispute par la suite l'Open de Barcelone, où il élimine successivement Alejandro Falla, Igor Andreev, Nicolás Almagro et le no 4 mondial Andy Murray en quart de finale. Il est cependant battu en demi-finale par David Ferrer sur un score serré de 62-7, 65-7. Il arrive donc au prochain Masters 1000 à Madrid en pleine confiance en battant aisément l'ex-no 3 mondial David Nalbandian au premier tour avant de pousser à la limite Roger Federer et finalement s'avouer vaincu en trois manches (6-4, 5-7, 64-7) au deuxième tour. La semaine suivante à Rome, il est battu par Florian Mayer dès le premier tour. Il arrive donc à Roland-Garros avec quelques références et bat au premier tour l'Espagnol Rubén Ramírez Hidalgo en trois manches. Il bat ensuite au second tour le Canadien Jesse Levine avant de s'incliner face au 15e mondial et spécialiste de la terre battue Juan Mónaco en cinq manches (7-65, 3-6, 7-65, 3-6. 4-6).
Milos Raonic entame sa saison sur gazon au tournoi de Halle, où il atteint les quarts de finale en s'inclinant devant Roger Federer en trois manches de 7-64, 4-6, 6-73. Lors du troisième Grand Chelem de la saison, à Wimbledon, il bat Santiago Giraldo avant de s'incliner au second tour face à l'Américain Sam Querrey en quatre manches (7-63, 67-7, 68-7, 4-6). Il participe par la suite au tournoi de Newport, vaincu par l'Allemand Benjamin Becker au deuxième tour.
Lors des Jeux olympiques de Londres, il dispute contre Jo-Wilfried Tsonga lors du deuxième tour le match le plus long de l'histoire des Jeux olympiques (3 h 56) ainsi que le match le plus long en nombre de jeux disputés dans une rencontre olympique, qu'il perd sur le score de 6-3, 3-6, 25-23, avec un troisième set de plus de trois heures. Le record du match le plus long sera cependant battu quelques jours plus tard lors de l'affrontement entre Roger Federer et Juan Martín del Potro.
Milos Raonic retourne sur le sol américain pour commencer sa préparation pour le dernier Grand Chelem de la saison. Il commence par participer au Masters du Canada. Il bénéficie d'un laissez-passer au premier tour et bat Viktor Troicki en deux manches (6-3, 6-4). Il obtient son billet pour son premier quart de finale en série Masters 1000 grâce au forfait d'Andy Murray. Il est cependant battu par John Isner en deux manches serrées (69-7, 4-6). Il participe ensuite au Masters de Cincinnati, où il atteint les quarts de finale pour la deuxième semaine de suite en battant coup sur coup Richard Gasquet (finaliste à Toronto), Márcos Baghdatís et le 7e mondial Tomáš Berdych. Il s'incline face à Stanislas Wawrinka en trois manches (6-2, 65-7, 4-6). Il arrive donc à l'US Open en confiance où il bat Santiago Giraldo, Paul-Henri Mathieu et James Blake avant de s'incliner contre le futur champion Andy Murray en trois manches en huitièmes de finale.
Raonic entame sa séquence en Asie par le tournoi de Bangkok où il s'incline en quarts de finale face à Jarkko Nieminen. Il participe ensuite à l'Open du Japon et se qualifie pour sa 3e finale d'un tournoi ATP 500 Series, après avoir battu Janko Tipsarević puis Andy Murray, alors respectivement 9e et 3e joueurs mondiaux. Cependant, il s'incline en finale face au Japonais Kei Nishikori.
Pour terminer sa saison, Milos participe au Masters de Shanghai où il s'incline au deuxième tour contre Márcos Baghdatís. À l'Open de Valence, il s'avoue vaincu d'entrée face à Gilles Müller en deux manches serrés. Lors de son dernier tournoi, au Masters de Paris-Bercy, il atteindra les huitièmes de finale en s'inclinant face à l'américain Sam Querrey. Milos Raonic termine alors la saison à la 13e position, son meilleur classement en carrière à ce moment. Il termine également au premier rang pour les jeux au service gagnés (93 %), les balles de breaks sauvées (74 %), et les points gagnés sur une première balle (82 %). Il atteint le plateau des 1 000 aces en une saison (1 002), tout juste derrière John Isner.

### 2013. Première finale deMasters 1000à Montréal, 2 titres ATP et entrée dans le top 10
Milos Raonic participe au tournoi de Brisbane où il est tête de série no 2 et bénéficie d'une exemption pour le premier tour. Mais il est éliminé au second tour par le Bulgare Grigor Dimitrov (3-6, 4-6). Il joue ensuite à l'Open d'Australie et est tête de série no 13. Il bat les Tchèques Jan Hájek (3-6, 6-1, 6-2, 7-60) et Lukáš Rosol (7-62, 6-2, 6-3) puis Philipp Kohlschreiber (7-64, 6-3, 6-4) avant de buter (4-6, 64-7, 2-6) sur un éblouissant Roger Federer en 1 h 53.
À l'Open de San José où il est double tenant du titre, il bénéficie d'un laissez-passer pour le premier tour et bat Michael Russell (6-3, 7-5), Denis Istomin (7-60, 6-3), puis Sam Querrey (6-4, 6-2) et se qualifie pour la finale contre Tommy Haas qui vient d'éliminer la 2e tête de série John Isner. Il remporte la finale (6-4, 6-3) et devient le premier joueur depuis Tony Trabert a remporter l'Open de San José trois fois de suite. Il ne pourra pas remporter le tournoi une quatrième fois de suite, car celui-ci sera retiré du calendrier ATP en 2014 au profit d'un nouveau tournoi, à Rio de Janeiro au Brésil. Il participe ensuite au tournoi de Memphis où il est tête de série no 2 mais est éliminé à la surprise générale au premier tour par l'invité Jack Sock (3-6, 7-5, 5-7).
Au Masters d'Indian Wells, il profite au deuxième tour de l'abandon de Michaël Llodra puis bat Marin Čilić (3-6, 6-4, 6-3) avant d'être stoppé par le 8e mondial, Jo-Wilfried Tsonga (6-4, 5-7, 4-6) en huitièmes, après avoir mal négocié les points importants. Au Masters de Miami, il bat Guillaume Rufin (6-2, 6-4) avant d'abandonner contre Sam Querrey, malade.

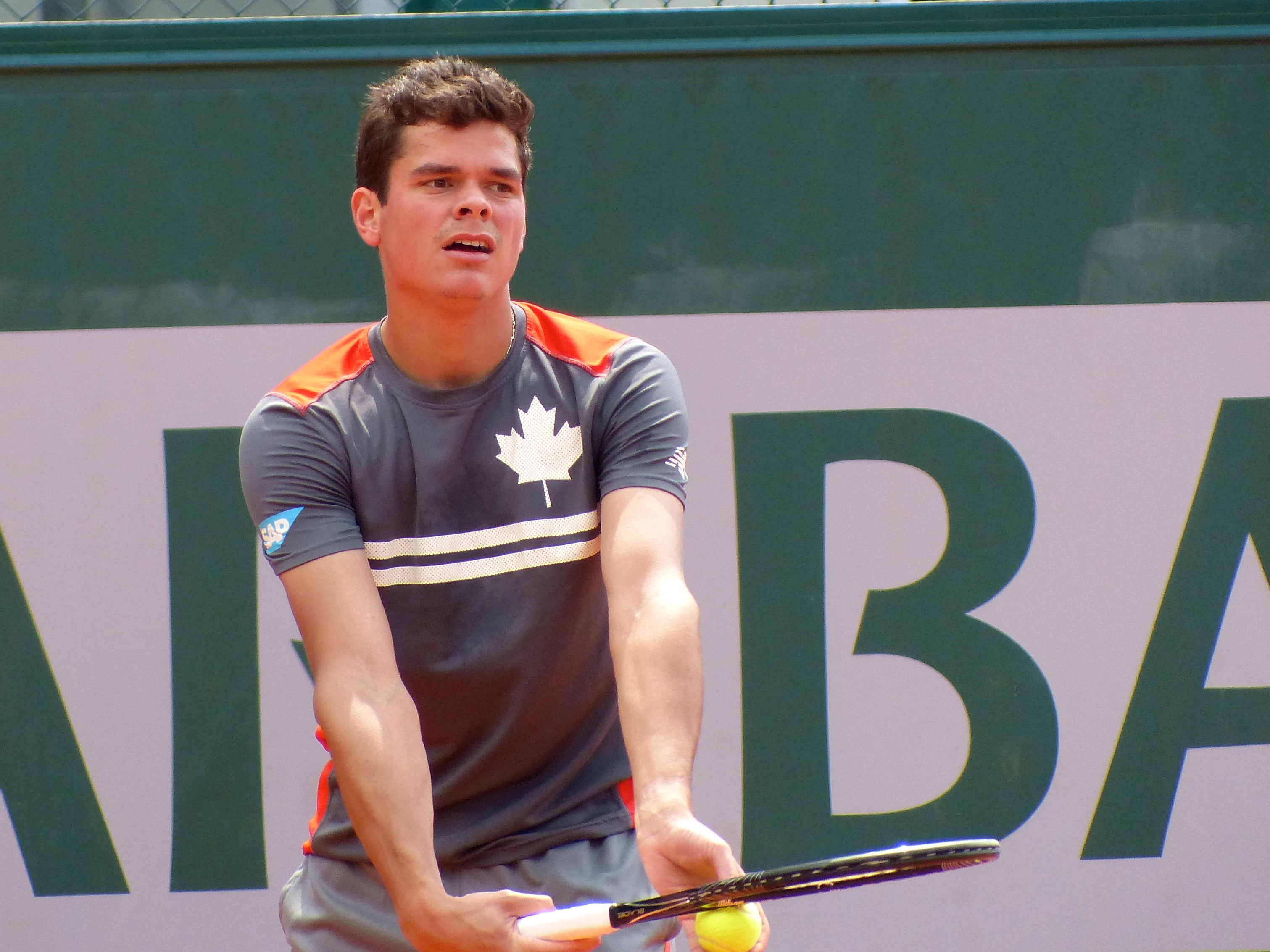
Milos Raonic à Roland-Garros en 2013.

Début de la terre battue, au Masters de Monte-Carlo, il vainc Julien Benneteau (6-1, 6-4) avant d'être sorti par Jarkko Nieminen (3-6, 6-1, 63-7). Puis à Barcelone, il atteint les demi-finales en passant Édouard Roger-Vasselin, puis Ernests Gulbis (6-2, 7-66) et le terrien Tommy Robredo (65-7, 6-3, 7-62) dans un gros match. Il s'incline (4-6, 0-6) en 1 h 12 contre le multiple et futur vainqueur de l'épreuve, l'Espagnol Rafael Nadal no 5 mondial. À Roland-Garros, il bat le Belge Xavier Malisse au premier tour (6-2, 6-1, 4-6, 6-4). Au deuxième tour, il affronte le Français Michaël Llodra, qu'il vainc (7-5, 3-6, 7-63, 6-2). Au troisième tour, il fait face au redoutable serveur sud-africain Kevin Anderson contre qui il perd (5-7, 64-7, 3-6).
Sur le gazon de Wimbledon, il bat au premier tour l'Argentin Carlos Berlocq (6-4, 6-3, 6-3) puis perd contre le Néerlandais Igor Sijsling (5-7, 4-6, 64-7).
Il commence sa tournée sur dur, chez lui, lors du Masters du Canada à Montréal. Il atteint les quarts de finale du tournoi après avoir battu Jérémy Chardy (6-3, 4-6, 7-5), Mikhail Youzhny (6-4, 6-4), puis réalise ensuite une bonne performance contre le no 7 mondial Juan Martín del Potro (7-5, 6-4). Durant ce match, Juan Martín del Potro a estimé qu'il s'est fait voler un point, puisqu'à la suite d'un coup droit, Milos Raonic effleure le filet avant le deuxième rebond de balle qui était hors de portée de l'Argentin. L'arbitre qui était pourtant posté tout près de l'endroit où l'incident s'est produit a décidé de ne pas sévir. Raonic n'a pas manifesté son envie de rendre le point. del Potro aurait alors mené 5-3. Milos Raonic bat ensuite le Letton Ernests Gulbis (38e mondial) (7-62, 4-6, 6-4) en rehaussant son jeu à la fin de la dernière manche. Il retrouve alors son compatriote Vasek Pospisil en demi-finale. C'est la première fois que deux Canadiens s'affrontent à ce stade du tournoi. Il remporte la rencontre (6-4, 1-6, 7-64) difficilement en 2 h 16 de jeu et s'offre pour la première fois de sa carrière une finale de Masters 1000. Il s'incline cependant sèchement pour finir face à Rafael Nadal (2-6, 2-6) en 1 h 8,. Au Masters de Cincinnati, il se remet en marche pour battre Jack Sock (3-6, 6-4, 6-3), Janko Tipsarević (6-4, 7-64), mais perd en 1/8 de finale face à John Isner (65-7, 4-6). À l'US Open, il atteint les huitièmes en battant notamment Feliciano López au 3e tour (64-7, 6-4, 6-3, 6-4), mais perd contre Richard Gasquet 9e mondial, dans un match à suspense et acharné (7-64, 64-7, 6-2, 69-7, 5-7) alors qu'il menait deux sets à un après 4 h 40.
Fin septembre, début octobre, Milos Raonic aligne deux finales consécutives. D'abord en Thaïlande, il bat Feliciano López (6-4, 6-3), puis en demi-finale prend sa revanche sur Gasquet en trois sets (3-6, 7-5, 6-4), et bat en finale le 6e mondial Tomáš Berdych, (7-64, 6-3), s’adjugeant le titre et deux victoires sur des joueurs du top 10. Puis à l'ATP 500 de Tokyo, ayant un parcours bien plus facile et accessible que la semaine précédente, il bat Go Soeda, Jérémy Chardy, Lukáš Lacko et Ivan Dodig. Mais il perd finalement contre Juan Martín del Potro (657, 5-7), 7e mondial, qui met fin à la série de victoires du Canadien. Enfin au Masters de Shanghai, il passe le qualifié Michał Przysiężny (6-4, 6-4), puis Fernando Verdasco (7-61, 3-6, 6-3), avant de tomber face à Stanislas Wawrinka (62-7, 4-6), 8e mondial.

### 2014. Demi-finale à Wimbledon,1ertitreATP 500à Washington,2efinale de Masters 1000 à Paris-Bercy et top 8 mondial
À l'Open d'Australie, Milos Raonic bat l'Espagnol Daniel Gimeno-Traver en 4 manches (7-62, 6-1, 4-6, 6-2) puis le Roumain Victor Hănescu en 3 manches (7-69, 6-4, 6-4). Au troisième tour, il affronte l'autre jeune sensation de l'ATP World Tour Grigor Dimitrov. Il perd cette rencontre en 4 manches (3-6, 6-3, 4-6, 610-7). Ensuite, il est contraint de se retirer du premier tour de la Coupe Davis en raison d'une blessure à la cheville. Cette blessure qui ne semblait pas sérieuse au départ le force à déclarer forfait pour le tournoi de Zagreb, le tournoi de Rotterdam et l'Open 13 à Marseille.
Il revient à la compétition pour le Masters d'Indian Wells, en tant que tête de série numéro 10. Il bat difficilement Édouard Roger-Vasselin (7-64, 4-6, 7-62), puis Alejandro Falla plus tranquillement et surtout en huitième le 6e mondial, Andy Murray (4-6, 7-5, 6-3). Il perd ensuite en quart (3-6, 4-6) en 1 h 19 contre le fantasque Ukrainien Alexandr Dolgopolov. Dans la foulée, au Masters de Miami il atteint à nouveau les quarts de finale, en battant Jack Sock, Guillermo García-López et Benjamin Becker très facilement, mais tombe contre Rafael Nadal (6-4, 2-6, 4-6) dans un match accroché de 2 h 34.
Sur la terre battue, d'abord au Masters de Monte-Carlo il se qualifie à nouveau pour les quarts de finale. Il bat Lu Yen-hsun en trois sets, puis Tommy Robredo (6-4, 6-3), avant de perdre contre le futur vainqueur du tournoi, le Suisse Stanislas Wawrinka (65-7, 2-6), alors 3e mondial en une heure et demie de jeu. Il est rapidement éliminé à Oeiras et à Madrid, avant de revenir à un meilleur niveau pour le Masters de Rome où il réalise un bon parcours en allant jusqu'en demi-finale. Pour cela, il bat Simone Bolelli (6-3, 7-65) et Jo-Wilfried Tsonga en deux sets (7-65, 6-4), puis en quart Jérémy Chardy en trois manches (6-3, 5-7, 6-2). En demi-finale, il réalise un très bon match contre Novak Djokovic no 2 mondial de 3 heures (7-65, 64-7, 3-6) ne passant pas de la victoire. À Roland-Garros, il arrive avec de bonnes dispositions, battant Nick Kyrgios (6-3, 7-61, 6-3) et Jiří Veselý en trois manches. Au troisième tour contre le Français Gilles Simon, il passe tout proche de la défaite (4-6, 6-3, 2-6, 6-2, 7-5) alors qu'il était mené deux sets à un et mal embarqué dans l'ultime manche. Il bat facilement au tour suivant Marcel Granollers en trois manches en 1 h 54, avant d'affronter à nouveau Djokovic. Cette fois-ci le suspense est moins grand et il perd (5-7, 65-7, 4-6) sans prendre de manche en 2 h 22 de jeu.

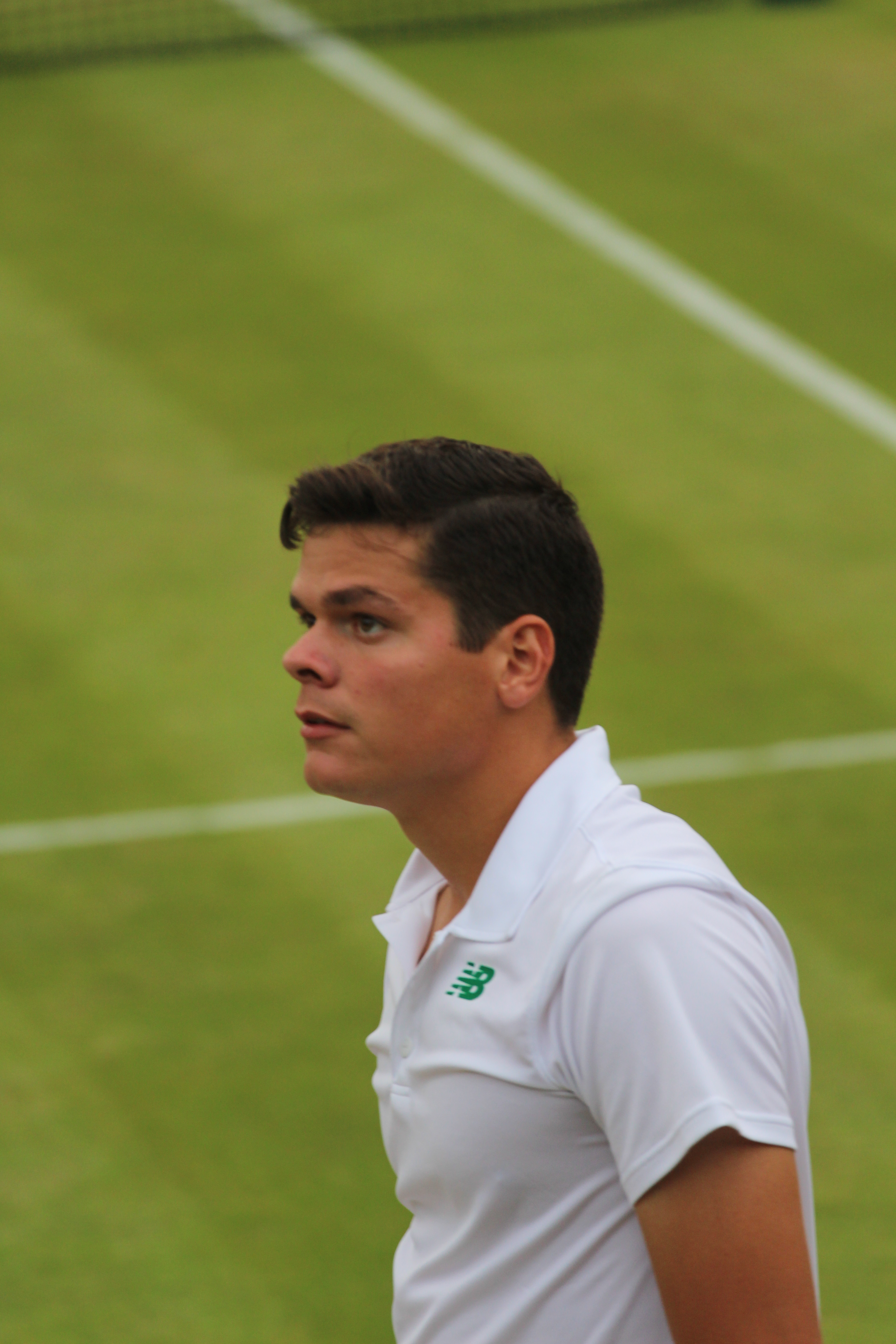
Milos Raonic à Wimbledon en 2014.

Sur herbe, lors du tournoi de Wimbledon, il réalise un meilleur parcours qu'à Roland-Garros. Dans un premier temps, il bat ses trois premiers adversaires en trois manches : Matthew Ebden, Jack Sock et Łukasz Kubot. En huitième, il affronte le Japonais Kei Nishikori, 12e mondial, qu'il bat en quatre manches (4-6, 6-1, 7-64, 6-3) et se qualifie pour les quarts en 2 h 27. À ce stade, il affronte Nick Kyrgios, 144e mondial, tombeur de Rafael Nadal au tour précédent. Il finit par l'emporter en 2 h 24 (64-7, 6-2, 6-4, 7-64) et se qualifie ainsi pour sa première demi-finale en Grand Chelem. Il y rencontre Roger Federer, 4e mondial, qui a remporté le tournoi à 7 reprises,. Il perd sèchement contre le Suisse (4-6, 4-6, 4-6) en 1 h 41, sans réussir à se procurer de balle de break.
Le 3 août, il remporte son premier tournoi ATP 500 à Washington en battant en finale son compatriote Vasek Pospisil (6-1, 6-4) sans réaliser de grosse performance,. Il bat Jack Sock (7-63, 7-63), Lleyton Hewitt (7-61, 7-63), Steve Johnson (7-62, 6-2) et Donald Young (6-4, 7-5) pour la qualification en finale. Au Masters du Canada à Toronto, il passe à nouveau Jack Sock mais plus difficilement (4-6, 7-62, 7-64), puis Julien Benneteau (6-3, 4-6, 6-4), avant de chuter en quart contre Feliciano López (4-6, 7-65, 3-6). Au Masters de Cincinnati, il atteint les demi-finales sans affronter de joueur du top. Il bat Robby Ginepri, Steve Johnson (67-7, 6-3, 7-64), puis facilement Fabio Fognini (6-1, 6-0) avant de chuter sèchement à nouveau (2-6, 3-6) contre Roger Federer 1 h 8. Enfin à l'US Open, il atteint facilement les 1/8 de finale, mais est battu contre le 11e mondial Kei Nishikori, futur finaliste de l'épreuve, dans un match intense et physique de 4 h 19 et après avoir mené deux manches à une (6-4, 64-7, 7-66, 5-7, 4-6).
Fin septembre à l'ATP 500 de Tokyo, il se qualifie pour la troisième fois consécutive en finale, en dominant ses adversaires Bernard Tomic, Jürgen Melzer, Denis Istomin et Gilles Simon (6-1, 6-4). Il termine sur une défaite contre Kei Nishikori (65-7, 6-4, 4-6) dans un match haletant mais frustrant pour le Canadien qui s'incline à nouveau dans une finale.
Au Masters de Paris-Bercy, après avoir battu le qualifié Jack Sock (6-3, 5-7, 7-64) et Roberto Bautista-Agut (7-5, 7-67), il bat le 2e mondial Roger Federer en quarts de finale après avoir perdu 6 fois contre lui (7-65, 7-5). Au cours de ce match, il établit un nouveau record de vitesse moyenne en première balle de service, à 218 km/h. Le précédent record datait de 2004 (Andy Roddick au Queen's). Cette victoire le qualifie pour son premier Masters. Il écarte par la suite le 5e mondial Tomáš Berdych (6-3, 3-6, 7-5) en 2 h 8 pour se qualifier pour sa deuxième finale dans cette catégorie de tournois,. En finale, il affronte le no 1 mondial Novak Djokovic, et échoue sèchement (2-6, 3-6) en 1 h 23, tout en maintenant un rythme élevé au service (211 km/h de moyenne contre Berdych, 212 km/h contre Djokovic),.
Pour sa première participation au Masters de Londres de fin d'année, Milos Raonic est placé dans le Groupe B avec le no 2 mondial Roger Federer, le no 5 mondial Kei Nishikori et le no 6 mondial Andy Murray. Il perd ses deux matchs de poule contre Federer (1-6, 60-7) en 1 h 28 et Andy Murray (3-6, 5-7) en 1 h 31, avant de déclarer forfait pour la suite du tournoi à cause d'une blessure au quadriceps.

### 2015. Quart de finale à l'Open d'Australie, bon début de saison puis blessure et fin de saison décevante
Il participe au premier tournoi de la saison à Brisbane. Il y atteint la finale en éliminant en quart de finale Sam Groth dans un match très accroché (7-65, 3-6, 7-62), puis en demi-finale Kei Nishikori 5e mondial, sur un score serré (64-7, 7-64, 7-64). En finale, il perd contre Roger Federer (4-6, 7-62, 4-6). Lors de l'Open d'Australie, Milos réalise un bon tournoi et confirme qu'il est bien à sa place dans le top 10. Il passe ses 3 premiers tours sans encombre en n’étant pas breaké et en gagnant ses 3 tie-breaks. En huitième, il affronte Feliciano López. Il est breaké pour la première fois du tournoi et perd même ses premiers sets mais s'impose finalement (6-4, 4-6, 6-3, 67-7, 6-3). Il perd cependant en quart face au meilleur relanceur Novak Djokovic (65-7, 4-6, 2-6), en tout juste 2 heures, perdant le fil de son service tout au long du match. C'est sa meilleure performance à Melbourne.
À Rotterdam, il perd en demi-finale contre Stanislas Wawrinka futur vainqueur du tournoi en deux sets accrochés. Il fait ensuite le déplacement à l'Open 13 de Marseille mais perd d'entrée contre l'Italien Simone Bolelli en trois manches.
Lors du premier Masters 1000 de la saison, à Indian Wells, il bat en deux sets l'Italien Simone Bolelli qui l'avait battu à Marseille, l'Ukrainien Alexandr Dolgopolov (7-62, 6-4) et l'Espagnol Tommy Robredo. Il affronte en quart de finale un autre Espagnol, Rafael Nadal no 3 mondial, qu'il n'a jamais battu, et finit par l'emporter en ayant écarté 3 balles de match (4-6, 7-610, 7-5), en plus de trois heures de jeu. En demi-finale, il perd sèchement contre Roger Federer (5-7, 4-6) en moins d'une heure et demie.
Pour la saison de terre battue à Monte-Carlo, il se hisse jusqu'en quart de finale en battant João Sousa et plus difficilement Tommy Robredo en trois sets. Mais contre Tomáš Berdych, futur finaliste, il est contraint d'abandonner après quelques jeux à cause de son pied droit. Et par conséquent, il déclare forfait pour Barcelone. À Madrid, il bat deux Argentins, Juan Mónaco et Leonardo Mayer, pour se hisser en quart de finale. Mais il perd contre Andy Murray (4-6, 5-7) futur vainqueur. Alors blessé à un pied, il ne peut se déplacer totalement, ce qui le contraint à déclarer forfait à Rome alors qu'il était demi-finaliste l'année précédente. Tout d'abord incertain, il déclare finalement forfait également pour Roland-Garros en raison d'une blessure au pied droit.
Il fait son retour à Wimbledon n'ayant pas joué de match officiel sur gazon et doit défendre de sa demi-finale de l'année précédente. Il bat en quatre sets Daniel Gimeno-Traver au premier tour et au deuxième tour, le vétéran Tommy Haas, qu'il vainc en quatre manches mais non sans difficultés (6-0, 6-2, 65-7, 7-64). Au troisième tour, il affronte à nouveau l'Australien Nick Kyrgios, tête de série no 28, mais encore touché par son pied, il perd 7-5, 5-7, 63-7, 3-6.
La tournée américaine est catastrophique avec des éliminations d'entrée de tournoi, et arrivant à l'US Open sans grands repères. Il arrive au troisième tour avec quelques fautes mais se fait sortir en trois sets (2-6, 64-7, 3-6) par Feliciano López qui l'avait aussi éliminé à Cincinnati. Pour se relancer dans sa saison malgré sa blessure, il participe au tournoi de Saint-Pétersbourg en tant que tête de série no 2, et s'adjuge le titre face à João Sousa en finale (6-3, 3-6, 6-3) mais avec difficultés sur son service et ses déplacements.
Fin octobre, Raonic annonce son forfait pour Bercy alors finaliste sortant en raison de sa blessure récurrente au dos, mettant fin à une saison compliquée.

### 2016. Demi-finale à Melbourne, finale à Indian Wells,1refinale enGrand Chelemà Wimbledon, 1/2 aux Masters et top 3 en fin de saison
Le 1er janvier 2016, Raonic annonce qu'il a ajouté l'ancien numéro un mondial Carlos Moyà à son personnel d'entraîneurs.
Il commence sa saison à Brisbane, où après avoir battu successivement Ivan Dodig, Lucas Pouille et Bernard Tomic il atteint de nouveau la finale comme en 2015 face à Roger Federer, qu'il remporte sur le score de 6-4, 6-4. C'est le 8e titre ATP de sa carrière. Il joue ensuite à l'Open d'Australie où il atteint les demi-finales pour la première fois, en battant notamment le no 4 mondial Stanislas Wawrinka (vainqueur de l'édition 2014) sur le score de 6-4, 6-3, 5-7, 4-6, 6-3 en huitièmes de finale après 3 h 44 d'un match disputé. Puis en quart, il rencontre le 25e mondial Gaël Monfils, qu'il vainc plutôt aisément (6-3, 3-6, 6-3, 6-4) en 2 h 17 de jeu, se qualifiant pour la demi-finale (une première pour lui). Il devient le premier Canadien à atteindre ce stade à l'Open d'Australie. Dans le dernier carré, il affronte le no 2 mondial Andy Murray qui le bat difficilement en cinq sets (6-4, 5-7, 7-64, 4-6, 2-6) dans un combat acharné en 4 heures et trois minutes de jeu. Il finit limite physiquement à partir du quatrième set à cause de son adducteur douloureux. Il qualifie son match comme la « plus grande déception sur un court qu'il ait eue et aimerais juste pouvoir jouer au tennis » mais gardera malgré tout du positif.

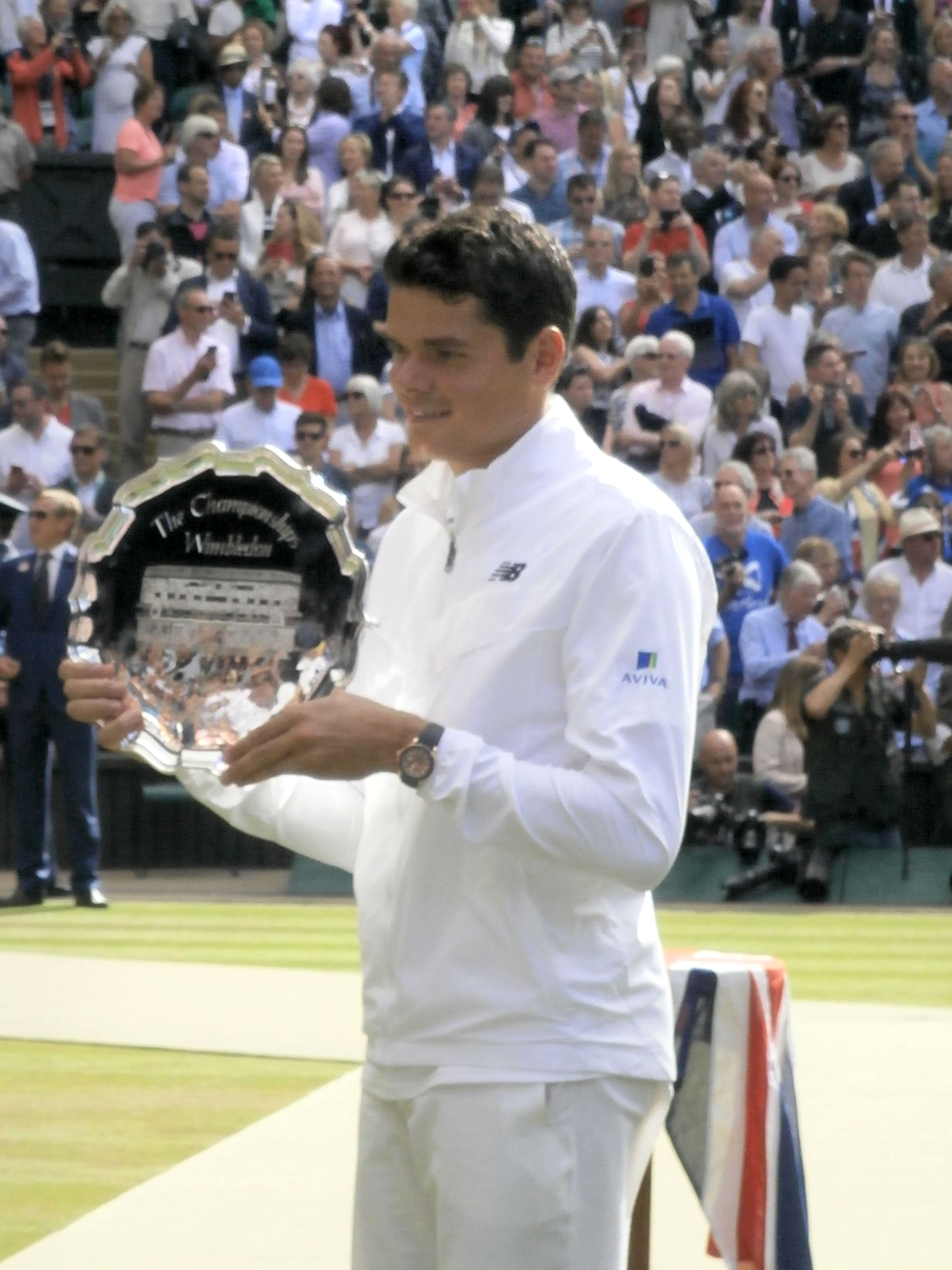
Milos Raonic avec son trophée de finaliste à Wimbledon en 2016.

Blessé aux adducteurs lors de ce match, il doit renoncer à plusieurs tournois ATP ainsi qu'à la Coupe Davis. Dès le mois de mars, il poursuit sa saison à Indian Wells. Il bat facilement Íñigo Cervantes, puis profite de l'abandon à 6-2, 3-0 de Bernard Tomic pour passer en huitième. Il y affronte le Tchèque 7e mondial Tomáš Berdych, qu'il bat (6-4, 7-67) en 1 h 49, au terme d'une rencontre qui n'a pas atteint de hauts niveaux tennistiques avec pas mal de fautes directes. En quart, il affronte à nouveau Gaël Monfils comme à Melbourne et le bat encore une fois mais sans perdre de set (7-5, 6-3) avec de gros services en une heure et demie, se qualifiant pour les demi-finales comme l'année précédente. Il y affronte le Belge David Goffin, 18e mondial, qu'il bat en 3 sets (6-3, 3-6, 6-3) en deux heures de jeu pour atteindre sa 3e finale en Masters 1000. Lors de la finale, il se fait surclasser par le no 1 mondial Novak Djokovic, ne parvenant à prendre que 2 jeux (2-6, 0-6), en ne servant que 4 aces, avec un pourcentage de premiers services et de points gagnés derrière son deuxième service très faibles sur l'ensemble du match. À Miami, il se qualifie pour les quarts de finale sans trop de difficultés où il est battu par Nick Kyrgios (4-6, 64-7) en 1 h 44.
La tournée sur terre battue est moins bonne que le début d'année, avec un quart au Masters de Monte-Carlo, après des victoires au mental contre Pablo Cuevas et le qualifié Damir Džumhur tous en trois manches, avant de perdre sèchement contre Andy Murray. Au Masters de Madrid, il arrive également jusqu'en quart de finale, en étant plus convaincant face à Thomaz Bellucci, Alexandr Dolgopolov et le no 7 mondial Jo-Wilfried Tsonga (6-4, 6-4) sans se faire breaker, mais perd en deux manches contre Djokovic. Au Masters de Rome, il perd prématurément au deuxième tour contre Nick Kyrgios (65-7, 3-6). Il se rend ensuite à Roland-Garros sans aucun point à défendre, car il y était absent l'année précédente pour cause de blessure. Il se qualifie facilement pour les huitièmes de finale en battant Janko Tipsarević, Adrian Mannarino et le lucky loser Andrej Martin mais se fait ensuite éliminer par Albert Ramos-Viñolas en trois manches expéditive (2-6, 4-6, 4-6) de façon surprenante perturbé par les conditions météorologiques.
Pour le début de la saison sur gazon, il atteint la finale du tournoi du Queen's, en prenant sa revanche au premier tour contre Nick Kyrgios (65-7, 6-4, 6-4) puis Bernard Tomic en demi-finale (6-4, 6-4) pour participer à sa première finale sur gazon. Mais il perd à nouveau contre Andy Murray (7-65, 4-6, 3-6) en 2 h 12, alors qu'il menait 7-65, 3-0 avant de lâcher progressivement le match.
Milos Raonic aborde le tournoi de Wimbledon accompagné de John McEnroe. Malgré un jeu perturbé par les intempéries, il passe la première semaine aisément en battant successivement Pablo Carreño-Busta (7-64, 6-2, 6-4), Andreas Seppi (7-65, 6-4, 6-2) puis Jack Sock (7-62, 6-4, 7-61) et en ne concédant aucun set. Pour son huitième de finale, il fait face au Belge David Goffin, contre qui il s'impose en ayant toutefois laissé filer les deux premières manches (4-6, 3-6, 6-4, 6-4, 6-4). Il affronte ensuite l'Américain Sam Querrey, tombeur de Novak Djokovic, dont il vient à bout en quatre sets (6-4, 7-5, 5-7, 6-4) en dominant son adversaire au service. Dans le dernier carré pour la seconde fois, il retrouve Roger Federer 3e mondial, celui-là même qui l'avait privé de finale deux ans plus tôt. Milos prend sa revanche dans un match haletant, long de trois heures et vingt-cinq minutes (6-3, 63-7, 4-6, 7-5, 6-3). Il atteint par cette occasion la première finale en Grand Chelem de sa carrière et éteint les espoirs du Suisse de parvenir à décrocher un huitième titre à Wimbledon,. Il s'incline face à Andy Murray en 3 sets (4-6, 63-7, 62-7) en 2 h 48 et se classe 3e à la Race,. Quelques jours après sa finale frustrante, il décide de déclarer forfait pour les Jeux olympiques à cause du virus Zika.
Il revient chez lui pour la tournée d'été au Masters du Canada, il passe ses deux premiers matchs facilement avant de se faire dominer (4-6, 4-6) par le Français Gaël Monfils en quart de finale. Puis au Masters de Cincinnati alors 6e mondial, il passe le serveur Américain John Isner en deux tie-break sans échapper de balles de breaks et s'impose pour la première fois contre lui, puis perd un set contre Yuichi Sugita, avant de s'imposer (6-3, 6-4) plus facilement contre le 9e mondial, Dominic Thiem. En demi-finale du tournoi comme il y a deux ans, il perd également à ce stade (3-6, 3-6) en une heure et demie contre sa bête noire de l'année, l’Écossais Andy Murray.
Il commence le dernier tournoi du Grand Chelem de l'année à Flushing Meadows, où il perd de façon surprenante au second tour, gêné par sa blessure au poignet, contre le qualifié Ryan Harrison 120e mondial (7-64, 5-7, 5-7, 1-6).
Pour la tournée asiatique avec Pékin, il passe Florian Mayer, Malek Jaziri et Pablo Carreño-Busta avant de déclarer forfait avant sa demi-finale contre Grigor Dimitrov, pour une déchirure partielle à un ligament de la cheville droite. Mais malgré tout, sa semaine et la confirmation de sa présence au Masters 1000 de Shanghai, sans savoir encore s'il pourra y jouer le qualifie pour le Masters de Londres, où il perd en huitième contre Jack Sock en trois manche, alors qu'il a infligé un 6-0 à l'Américain.
Au Masters de Paris-Bercy, il bat sans trop de frayeur Pablo Carreño-Busta, Pablo Cuevas en trois set et le Français Jo-Wilfried Tsonga (6-2, 7-64) en quart. Cependant il doit déclarer forfait avant sa demi-finale contre Andy Murray, alors touché à la jambe droite lors de sa victoire contre Jo-Wilfried Tsonga. Un coup dur qui pourrait le faire louper les Masters, mais grâce à sa semaine, il remonte à la 4e place mondiale, son meilleur classement. Au Masters de Londres il est placé dans le Groupe Ivan Lendl avec le nouveau no 2 mondial Novak Djokovic, le 6e Gaël Monfils et le 9e Dominic Thiem. Il gagne son premier match assez facilement contre Monfils (6-3, 6-4) en 1 h 25 et profitant également des erreurs du Français, puis perd son second match contre le Serbe Djokovic (66-7, 65-7) en 2 h 14 d'un déroulement acharné mais baissant de rythme dans les moments importants (et n'ayant encore jamais battu le Serbe). Pour son dernier match, après un premier set serré, il déroule et bat (7-65, 6-3) l'Autrichien Thiem en une heure et demie, le qualifiant pour les demi-finales, et lui assure de terminer l'année à la troisième place mondiale (à la suite de l'élimination de Wawrinka), son meilleur classement en carrière. Dans le dernier carré, il affronte l’Écossais Andy Murray le nouveau leader au classement, où il réalisera un match fantastique, dantesque et historique pour le tournoi, avec un énorme suspense et une incroyable intensité dans les coups. Cependant il perdra au bout de 3 h 38 de jeu (7-5, 65-7, 69-7) en baissant également de rythme dans les moments importants, ce qui en fait le plus long match de l'histoire du Masters sur un format en deux sets gagnants. En effaçant deux fois le service de Murray qui servait pour la match, en écartant trois balles de match, mais en loupant également une; mais malgré cette défaite cela est de bon augure pour 2017,.

### 2017. Blessures, résultats mitigés en Grand Chelem et sortie du top 20
Pour la défense de son titre à l'Open de Brisbane, Milos Raonic est désigné tête de série numéro 1 et commence doucement contre Diego Schwartzman, avant de battre l'Espagnol Rafael Nadal 9e mondial, en 2 h 20 avec 50 coups gagnants et 23 aces au cours du match (4-6, 6-3, 6-4), signant ainsi sa deuxième victoire contre le Majorquin. Il perd au stade des demi-finales contre Grigor Dimitrov 17e mondial, (67-7, 2-6) en une heure et demie. À l'Open d'Australie, il atteint les quarts de finale avec quelques difficultés à battre le Français Gilles Simon (6-2, 7-65, 3-6, 6-3) et en huitième, un Espagnol le 14e mondial Roberto Bautista-Agut qu'il arrive à vaincre (7-66, 3-6, 6-4, 6-1) non sans avoir convaincu en presque trois heures. Au tour suivant, il affronte un autre Espagnol le 9e mondial Rafael Nadal, dans un match globalement dominé, en manque de service et n'ayant pas convertie cinq balles de set à la deuxième manche, il s'incline (4-6, 67-7, 4-6) en 2 h 44.
Il reprend la compétition un mois après sa défaite à Melbourne, à l'Open de Delray Beach en tant que tête de série numéro 1, où il parvient en finale en battant Borna Ćorić (6-3, 7-62), Kyle Edmund (4-6, 6-3, 6-4) et Juan Martín del Potro (6-3, 7-66) en demi-finale. Cependant touché aux ischio-jambiers, le Canadien déclare forfait avant sa finale contre Jack Sock, et renonce à participer au tournoi d'Acapulco. Après le forfait pour le Masters d'Indian Wells, il déclare encore forfait avant son match du troisième tour contre le qualifié Jared Donaldson au Masters de Miami, ce qui est inquiétant pour le reste de la saison. Ces forfaits le font sortir du top 5.
Milos Raonic commence la saison sur terre battue au tournoi d'Istanbul en tant que tête de série numéro 1. Il bat Aljaž Bedene difficilement (65-7, 6-3, 7-63), puis Bernard Tomic (7-64, 7-66) en bonne forme et Viktor Troicki (6-2, 6-3) pour rallier la finale. Il est vaincu (63-7, 3-6) par la tête de série numéro 2, Marin Čilić. Au Masters de Madrid, il perd en huitième contre le 10e mondial David Goffin (4-6, 2-6) ; puis au Masters de Rome, il s'achemine jusqu'en quart en battant Tommy Haas et Tomáš Berdych facilement mais est battu (64-7, 1-6) par le jeune Alexander Zverev, 17e mondial et vainqueur du tournoi, confirmant ses difficultés à revenir sur terre après ses blessures à répétitions. Il participe la semaine suivante à l'Open de Lyon et cède en demi-finale face à Tomáš Berdych en deux tie break battu une semaine plus tôt.
Il commence Roland-Garros face à Steve Darcis s'imposant facilement, puis perd un set contre le Brésilien Rogério Dutra Silva et profite de l'abandon de Guillermo García-López pour arriver en huitième de finale. Dans un gros combat physique de plus de quatre heures, il finit par perdre (6-4, 62-7, 7-66, 4-6, 6-8) après avoir mené deux sets à un contre Pablo Carreño-Busta. Après cette défaite, à l'issue du tournoi il annonce la fin de sa collaboration avec Richard Krajicek après six mois. Il prend ensuite deux semaines de repos et fait son retour pour l'ATP 500 du Queens en tant que finaliste sortant. Il perd dès le premier tour face au jeune Australien Thanasi Kokkinakis en deux tie-breaks, manquant trois balles de set dans la seconde manche. À Wimbledon, il réalise un bon tournoi. Il commence par battre au premier tour Jan-Lennard Struff en trois set (7-65, 6-2, 7-64). Il se débarrasse ensuite du Russe Mikhail Youzhny (3-6, 7-67, 6-4, 7-5). Il remporte plus facilement son troisième tour face à Albert Ramos-Viñolas (7-63, 6-4, 7-5) et s'impose contre Alexander Zverev en cinq sets (4-6, 7-5, 4-6, 7-5, 6-1). Son tournoi s'arrête lors des quarts de finale contre le futur vainqueur Roger Federer (4-6, 2-6, 64-7) après 1 h 58 de jeu.
L'année s'achève également par l'annonce de la fin de la collaboration avec son entraîneur Riccardo Piatti. Sous ses ordres, du 1er décembre 2013 à novembre 2017, il a disputé sa première finale en Grand Chelem, à Wimbledon en 2016, et a intégré le top 10 au classement ATP en avril 2014, atteignant le 3e rang mondial le 21 novembre 2016, son meilleur classement en carrière. Durant la saison 2016, Carlos Moyà et John McEnroe ont aussi travaillé (brièvement) pour le Canadien au sein de son équipe d'entraîneurs. Mark Knowles et Javier Piles, qui ont rejoint le staff d'entraîneurs du Canadien, plus tôt cette année, resteront à ses côtés en 2018.

### 2018. Finale à Stuttgart, 1/2 finale à Indian Wells et résultats mitigés
Milos Raonic entame l'année 2018 au tournoi de Brisbane où il s'incline d'entrée face à la valeur montante australienne Alex De Minaur (4-6, 4-6). À Melbourne, il est également éliminé dès le 1er tour face à Lukáš Lacko (7-65, 5-7, 4-6, 64-7). Il fait son retour fin février à l'occasion du tournoi de Delray Beach. Il affronte Taro Daniel qu'il bat (6-1, 7-5) puis s'incline face à Steve Johnson sur le score de 2-6, 4-6. Il fait alors une chute au classement en retombant au 38e rang mondial.
En mars, il participe au Masters d'Indian Wells. Il se qualifie pour les demi-finales (une première depuis Paris-Bercy 2016) en battant notamment Sam Querrey en quart de finale (7-5, 2-6, 6-3) en 1 h 51 et après avoir profité du forfait de Márcos Baghdatís au tour précédent,. Il est éliminé par le 8e mondial, Juan Martín del Potro (2-6, 3-6) en tout juste une heure de jeu, qui remportera son 1er titre en Masters 1000. La semaine suivante, il dispute le Masters 1000 de Miami. Il bat Mikael Ymer (6-3, 6-3), puis la tête de série numéro 13, Diego Schwartzman (7-65, 6-4) et Jérémy Chardy (6-3, 6-4) en 1 h 25. En quart de finale, il est battu à nouveau par del Potro sur le score accroché de (7-5, 61-7, 63-7) après presque trois heures de lutte, mais en ayant loupé ses tie-breaks. À l'issue de la tournée américaine, Raonic repasse 21e joueur mondial.

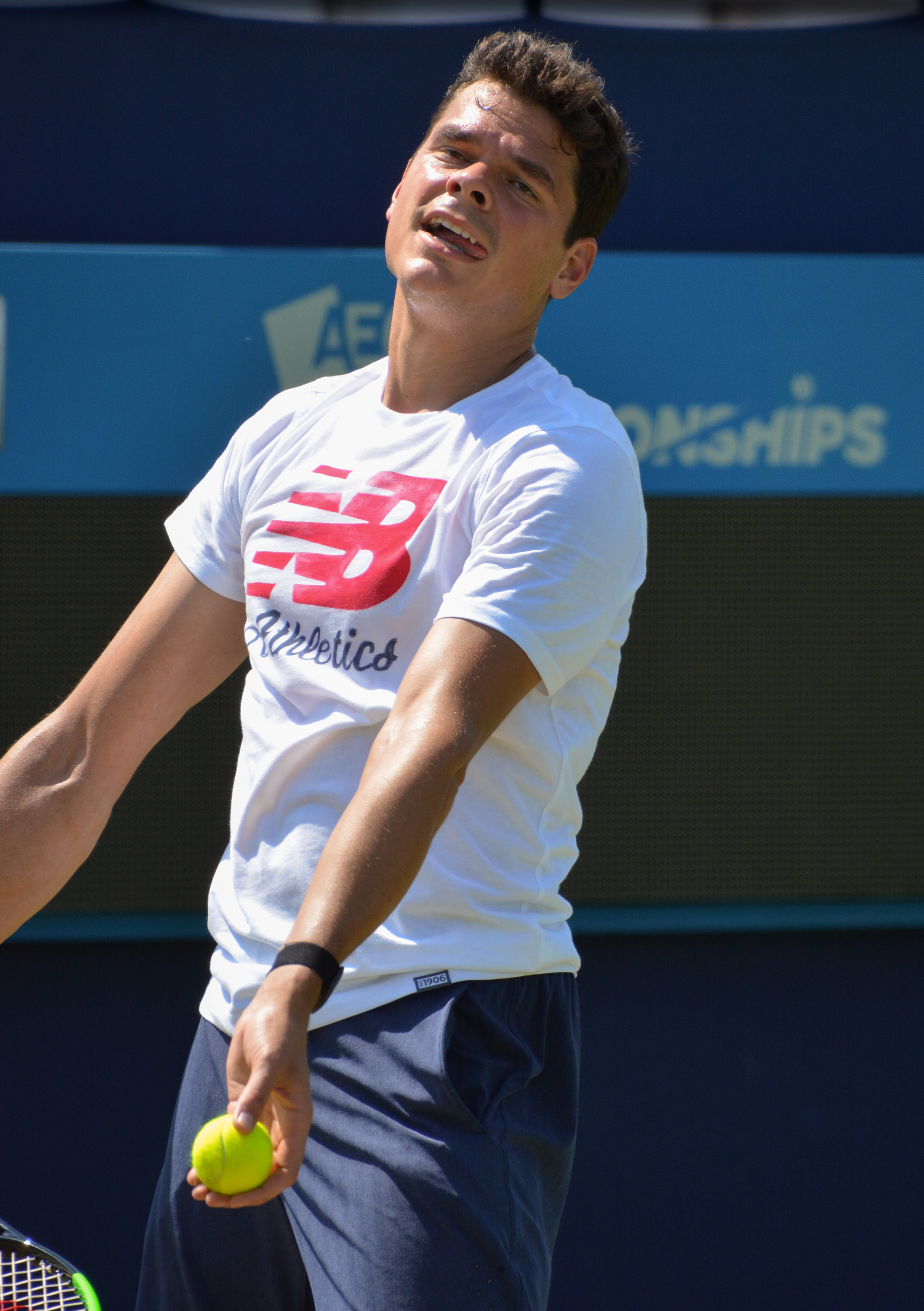
Milos Raonic à l'entrainement en 2018.

Il reprend sur terre battue au Masters de Monte-Carlo où il se hisse jusqu'en huitième de finale mais déclare forfait alors qu'il allait affronter Marin Čilić. Il participe ensuite au Masters de Madrid où il bat Nicolás Kicker (6-3, 6-2) puis le 4e mondial, Grigor Dimitrov en 3 set (7-5, 3-6, 6-3). Son parcours se termine à nouveau en huitièmes face à son compatriote Denis Shapovalov (4-6, 4-6). À nouveau blessé au genou, il renonce au Masters de Rome ainsi qu'à Roland-Garros. 
Il reprend la compétition début juin sur gazon. Il participe à l'ATP 250 de Stuttgart où il rallie sa première finale depuis plus d'un an, après avoir éliminé Tomáš Berdych (7-62, 7-61) et Lucas Pouille (6-4, 7-63). Il y est stoppé par Roger Federer (4-6, 63-7). La semaine suivante au Queen's, il se blesse à l'épaule et est contraint de renoncer dès le second tour. À Wimbledon, il passe tranquillement Liam Broady, John Millman en trois tie-breaks, et le qualifié Dennis Novak (7-65, 4-6, 7-5, 6-2). En 1/8 de finale, il bat le jeune Américain Mackenzie McDonald (6-3, 6-4, 65-7, 6-2) pour rallier les quarts de finale où il s'incline contre le 10e mondial, John Isner (7-65, 67-7, 4-6, 3-6) en 2 h 42 dans un duel de grands serveurs.
Sur le ciment américain au Masters de Cincinnati, il passe Dušan Lajović au 1er tour puis profite du forfait de Nadal pour vaincre son remplaçant Malek Jaziri. Il bat ensuite son compatriote, Denis Shapovalov (7-66, 6-4) pour arriver en quarts de finale où il s'incline contre Novak Djokovic (5-7, 6-4, 3-6) après avoir mené dans la 1re manche et servi pour le set. Puis à l'US Open, il perd un set contre Carlos Berlocq, puis passe en trois manches le Français Gilles Simon et Stanislas Wawrinka pour atteindre les 1/8 de finale. Il s'incline contre la tête de série numéro 11, John Isner (6-3, 3-6, 4-6, 6-3, 2-6) comme à Wimbledon en plus de trois heures de jeu.
Début octobre, il accède aux quarts de finale du tournoi du Japon, où il s'incline en deux sets contre le Russe Daniil Medvedev qui remportera le trophée. Il enchaîne ensuite avec des défaites au premier tour aux derniers tournois de la saison. Non qualifié pour le Masters de fin d'année, il met un terme à sa saison après un forfait contre Roger Federer au Masters de Paris-Bercy.

### 2019. 1/4 de finale à Melbourne, demi-finale à Indian Wells et nouvelles blessures
Milos Raonic commence sa saison 2019 à l'Open de Brisbane où il passe en 45 minutes le Slovène Aljaž Bedene (6-0, 6-3) puis le jeune Serbe Miomir Kecmanović en deux sets accrochés. En quarts de finale contre Daniil Medvedev, après avoir pris le premier set au tie-break, il finit par perdre les deux suivants (7-62, 3-6, 4-6). À Melbourne, il passe ses premiers tours avec difficulté face à Nick Kyrgios (6-4, 7-65, 6-4) qui reste toujours dangereux en 1 h 56 et Stanislas Wawrinka au terme de 4 tie-breaks de quatre heures de combat. Au troisième tour, il s'impose plus tranquillement face au Français Pierre-Hugues Herbert (6-4, 6-4, 7-66). En huitième, il retrouve le 3e mondial, Alexander Zverev qu'il bat à nouveau facilement (6-1, 6-1, 7-65) en seulement deux heures de jeu,. Il est stoppé en quart de finale par le Français Lucas Pouille en quatre sets (64-7, 3-6, 7-62, 4-6) en trois heures. À l'issue du tournoi, il retrouve le top 16 du classement avec une quatorzième place.
Milos Raonic reprend la compétition au tournoi de Rotterdam où il s'engage en tant que tête de série no 4. Il bat Philipp Kohlschreiber au premier tour avant de s'incliner contre le futur finaliste Stanislas Wawrinka (4-6, 64-7). La semaine suivante, il renonce au tournoi de Delray Beach auquel il participait depuis 2016. Il participe ensuite au tournoi ATP 500 de Dubaï où il est stoppé d'entrée par l'Allemand Jan-Lennard Struff en trois sets. 
Il prend ensuite part au premier Masters 1000 de la saison à Indian Wells. Il passe assez facilement son premier tour face au local Sam Querrey (7-6, 6-4). Il se sort ensuite d'un match très compliqué face à l'Américain Marcos Giron, s'imposant (4-6, 6-4, 6-4) après avoir été mené 4-1 dans le dernier set. Il rallie les demi-finales du tournoi en passant brillamment Jan-Lennard Struff et Miomir Kecmanović (6-4, 6-3). Il s'incline ensuite contre Dominic Thiem au terme d'un gros combat conclu sur le score de 7-6, 6-7, 6-4. Il avait, au préalable, annoncé la fin de sa collaboration avec Goran Ivanišević et le début d'une relation avec l'ancien 17e mondial Fabrice Santoro.
En raison d'une blessure au genou, Raonic est ensuite contraint de renoncer à la saison de terre battue, y compris à Roland Garros pour la deuxième année consécutive.
Le canadien fait son retour sur le gazon de Stuttgart où il accède aux demi-finales après avoir éliminé Alexei Popyrin (6-76, 6-4, 7-64), Jo-Wilfried Tsonga (6-4, 6-75, 7-61) et Márton Fucsowics (6-4, 6-4). Il retrouve son compatriote Félix Auger-Aliassime en demies mais il est contraint de déclarer forfait avant la rencontre en raison d'une blessure. Malgré son précédent forfait, il dispute tout de même le tournoi du Queen's où il va jusqu'en quarts de finale, stoppé par le futur vainqueur l'espagnol Feliciano López en trois sets : 4-6, 6-4, 7-65. À Wimbledon, il passe facilement les premier tours, sans perdre le moindre set. En huitièmes de finale, il retrouve l'Argentin Guido Pella face auquel il s'impose dans les deux premiers sets pour mener deux manches à rien (6-3, 6-4) mais il se fait remonter à deux manches partout après avoir pourtant servi pour le gain du match à 5-4 dans le quatrième set (6-3, 7-63). Le cinquième set est très accroché, aucun des deux serveurs ne concède son service jusqu'à 6-6 où Raonic se fait breaker et finit par s'incliner. Le score final de la rencontre est donc de 6-3, 6-4, 3-6, 6-73, 6-8 en faveur de Pella.
Raonic s'envole ensuite pour les États-Unis où il dispute le tournoi ATP 500 de Washington en août. Il est battu dès le deuxième tour par l'Allemand Peter Gojowczyk (6-4, 6-4) après avoir passé son match d'entée contre le local Tim Smyczek (6-1, 6-4). Il joue ensuite à domicile à l'occasion de la Rogers Cup disputée à Montréal. Il remporte son premier match face à Lucas Pouille 6-4, 6-4. Au second tour, il est opposé à son compatriote, la jeune star montante Félix Auger-Aliassime. Il perd le premier set 3-6 puis remporte le second 6-3 avant d'être contraint à l'abandon en raison d'une blessure au dos. Il demeure ainsi absent des courts jusqu'à la fin de l'été.
En septembre, il est invité à participer à la Laver Cup pour la première fois. Le samedi soir, il est opposé à Rafael Nadal contre lequel il s'incline 6-3, 7-61. Le lendemain, il dispute le match décisif face à Alexander Zverev. Il perd le premier set 6-4, après avoir perdu son service en tout début de rencontre. Il propose ensuite un deuxième set plus solide qu'il remporte 6-3. Le dernier set les départage au terme d'un super tie-break (le premier à remporter dix points gagne) qu'il perd 6-10.
Raonic renonce ensuite à la tournée asiatique en raison d'une nouvelle blessure.
Il fait son retour sur l'avant-dernier tournoi de la saison à Vienne où il est sorti d'entrée par Chung Hyeon en deux sets.
Il conclut sa saison au Masters 1000 de Paris-Bercy, tournoi qu'il n'avait plus disputé depuis 2016. Il y est éliminé au second tour par l'Autrichien Dominic Thiem (6-75, 7-5, 6-4).

### 2020. Nouveau 1/4 de finale à Melbourne et4efinalede Masters 1000
Pour la première fois de sa carrière, Milos Raonic s'engage au tournoi de Doha, le tournoi de Brisbane auquel il participait chaque année étant supprimé du calendrier, remplacé par l'ATP Cup. En tant que tête de série no 4, il est dispensé de premier tour, et retrouve au second tour le jeune Français Corentin Moutet face auquel il s'incline sur le score de (64-7, 64-7), futur finaliste. 
À l'Open d'Australie, il parvient à défendre son quart de finale atteint l'année précédente en signant un très beau parcours. Passant assez tranquillement son premier tour face au lucky looser Italien Lorenzo Giustino (6-2, 6-1, 6-3), il élimine ensuite tour à tour Cristian Garín, le 6e mondial, Stéfanos Tsitsipás (7-5, 6-4, 7-62) et Marin Čilić (6-4, 6-3, 7-5) en 2 h 19 sans perdre le moindre set. Il retrouve en quart Novak Djokovic qu'il n'a jamais battu, et s'incline sans prendre de set, allant jusqu'au tie-break dans le troisième set (4-6, 3-6, 61-7) en 2 h 49. 
En février, Milos Raonic participe au tournoi de New York en tant que tête de série no 2. Il est éliminé dès son premier match par le Coréen Kwon Soon-woo. Quelques jours plus tard, il prend part au tournoi de Delray Beach, où il bat Denis Istomin et Cedrik-Marcel Stebe avant de s'incliner en demi-finale (6-4, 66-7, 3-6) contre Reilly Opelka en laissant filer une balle de match. 
En août, après l'arrêt du circuit ATP pendant près de six mois en raison de la pandémie de Covid-19, il s'aligne au tournoi de Cincinnati qui se déroule à New York en raison de la crise sanitaire et de la réorganisation du calendrier. Il se qualifie pour les quarts de finale en remportant ses trois premiers matchs sans perdre de set, face à Sam Querrey, Daniel Evans et Andy Murray (6-2, 6-2) qu'il n'avait plus battu depuis mars 2014. Opposé au Serbe Filip Krajinović, Milos Raonic cède le premier set 6 à 4, puis arrache le second au tie-break alors que son adversaire a servi pour le match à 5-4. Dans le dernier set, il sauve une balle de match à 5-4 et remporte les deux jeux suivants, et le match. Pour sa troisième demi-finale dans ce tournoi, il s'impose (7-65, 6-3) contre le Grec Stéfanos Tsitsipás et se qualifie donc pour sa première finale en Masters 1000 depuis 2016. Il affronte le numéro 1 mondial, Novak Djokovic pour la 11e fois sans jamais s'être imposé. Il remporte le premier set puis perd les deux suivants (6-1, 3-6, 4-6) en ayant eu l'opportunité la plus proche de remporter son plus prestigieux tournoi. Arrive l'US Open où il figure comme un outsider avec sa performance la semaine d'avant, mais s'incline au second tour (7-61, 3-6, 64-7, 3-6) face à son compatriote Vasek Pospisil.
En indoor, il dispute le tournoi de Saint-Pétersbourg avec des victoires en deux manches contre le qualifié Jeffrey John Wolf, Alexander Bublik et le local, Karen Khachanov pour arriver jusqu'au dernier carré. Il s'incline en demi-finale (6-1, 1-6, 4-6) face au Croate Borna Ćorić. Enfin au Masters de Paris-Bercy, il bat tour à tour Aljaž Bedene, Pierre-Hugues Herbert, le qualifié Marcos Giron et en quarts Ugo Humbert (6-3, 3-6, 7-67) avant de perdre en demi-finale face à Daniil Medvedev (4-6, 64-7) qui remportera le tournoi. Il termine la saison à la 14e place mondiale.

### 2021. Année gâchée par une blessure au mollet
Raonic lance sa saison à l'Open d'Australie. Il rejoint les huitièmes de finale après des victoires contre Federico Coria (6-3, 6-3, 6-2), Corentin Moutet (6-71, 6-1, 6-1, 6-4) et Márton Fucsovics (7-62, 5-7, 6-2, 6-2). Il tombe contre le double tenant du titre Novak Djokovic en quatre sets (6-74, 6-4, 1-6, 4-6), qui était pourtant diminué par une déchirure musculaire. Au milieu de la rencontre, Raonic se fait lui-même manipuler en raison d'une blessure au mollet.
La prochaine échéance est le tournoi d'Acapulco, où il gagne son premier match contre l'Américain Tommy Paul en deux sets (7-66, 6-4) avant de chuter contre l'Allemand Dominik Koepfer encore en deux sets (4-6, 2-6).
À la fin du mois de mars au tournoi de Miami, il bat d'abord l'Australien Jordan Thompson (6-2, 6-1) puis le Français Ugo Humbert (6-4, 7-5) pour une place en huitième de finale. Il affronte le Polonais Hubert Hurkacz, futur lauréat du tournoi. Raonic perd la rencontre malgré le gain du premier set (6-4, 3-6, 6-74).
La suite de la saison est blanche pour Raonic qui ne fait plus qu'une seule apparition lors du tournoi d'Atlanta, a priori toujours gêné par sa blessure au mollet. Il y est battu dès son premier match par le jeune Américain Brandon Nakashima (7-5, 3-6, 6-74). Son classement de fin de saison est son plus bas depuis 2011 (70e).

### 2022
Raonic annonce qu'il ne participera pas à l'Open d'Australie, toujours handicapé par une blessure au mollet. C'est le 4e tournoi du Grand Chelem d'affilée manqué par le Canadien, qui sort du top 100 après le tournoi. Il ne joue aucun tournoi en 2022, et ne donne aucune nouvelle sur son état de santé ni même sur la poursuite de sa carrière.

### 2023. Retour à la compétition après 2 ans
Milos Raonic fait son retour sur le circuit sur gazon en juin 2023 au tournoi de Bois-le-Duc après presque 2 ans d'absence. Il débute par une victoire (6-3, 6-4) face au 39e mondial Miomir Kecmanović.

### 2024.
Au premier tour du tournoi du Queen's, Milos Raonic bat le record d'aces dans un match en deux sets gagnants en réalisant 47 aces lors de sa victoire contre Cameron Norrie. Il est éliminé au tour suivant par Taylor Fritz.

## Style de jeu
Aidé par sa grande taille et sa carrure, il s'appuie sur un service extrêmement puissant, dépassant souvent les 230 km/h et d'une précision redoutable, recevant même les louanges d'Andy Roddick, maître incontesté en la matière. Il a d'ailleurs servi un ace à 241 km/h contre l'Américain à Memphis en 2011. Son jeu fait d'ailleurs penser à celui de ce dernier, ainsi qu'à celui de Mark Philippoussis : un service dévastateur, un coup droit très puissant, de bons smashs et une bonne vitesse de déplacement sans oublier un très bon toucher de balle. Il utilise d'ailleurs parfois le service-volée avec beaucoup de réussite. Comme eux, il est plus efficace sur les surfaces rapides. Néanmoins, beaucoup de sa puissance de feu est annihilée par de trop nombreux décalages en coups droits. Raonic a encore des progrès à faire, à travailler ses amorties, son jeu sur gazon, ses volées, le moyen d'avoir une meilleure vision de l'espace pour ne pas se fatiguer à aller chercher des balles irrattrapables ou qui sortent largement. Par ailleurs, en raison de sa grande taille, son jeu de jambe ne peut pas être très précis, et on peut le contrarier en le sortant de sa zone de confort en variant intelligemment les zones de balle et en employant par moments des slices rasants. Ses services sont les plus efficaces sur dur et sur gazon.

## Palmarès

### Titres en simple messieurs
| 8 titres en simple | 0 G. Chelem | 0 G. Chelem | 0 G. Chelem | 0 G. Chelem | 0 Masters | 0 Masters | 0 Masters   | 0 Masters   | 0 Masters 1000 | 0 Masters 1000 | 0 Masters 1000 | 0 Masters 1000 | 1 ATP 500          | 1 ATP 500          | 1 ATP 500          | 1 ATP 500          | 7 ATP 250          | 7 ATP 250          | 7 ATP 250      | 7 ATP 250      | 0 JO           | 0 JO           | 0 JO           | 0 JO           |
| 8 titres en simple | 8 sur dur   | 8 sur dur   | 8 sur dur   | 8 sur dur   | 8 sur dur | 8 sur dur | 0 sur gazon | 0 sur gazon | 0 sur gazon    | 0 sur gazon    | 0 sur gazon    | 0 sur gazon    | 0 sur terre battue | 0 sur terre battue | 0 sur terre battue | 0 sur terre battue | 0 sur terre battue | 0 sur terre battue | 0 sur moquette | 0 sur moquette | 0 sur moquette | 0 sur moquette | 0 sur moquette | 0 sur moquette |

| No | Date       | Nom et lieu du tournoi                      | Catégorie | Dotation    | Surface    | Finaliste         | Score            |          |
| -- | ---------- | ------------------------------------------- | --------- | ----------- | ---------- | ----------------- | ---------------- | -------- |
| 1  | 07-02-2011 | SAP Open, San José                          | ATP 250   | 531 000 $   | Dur (int.) | Fernando Verdasco | 7-66, 7-65       | Parcours |
| 2  | 02-01-2012 | Aircel Chennai Open, Chennai                | ATP 250   | 398 250 $   | Dur (ext.) | Janko Tipsarević  | 64-7, 7-64, 7-64 | Parcours |
| 3  | 13-02-2012 | SAP Open, San José                          | ATP 250   | 531 000 $   | Dur (int.) | Denis Istomin     | 7-63, 6-2        | Parcours |
| 4  | 11-02-2013 | SAP Open, San José                          | ATP 250   | 546 930 $   | Dur (int.) | Tommy Haas        | 6-4, 6-3         | Parcours |
| 5  | 23-09-2013 | Thailand Open, Bangkok                      | ATP 250   | 567 530 $   | Dur (int.) | Tomáš Berdych     | 7-64, 6-3        | Parcours |
| 6  | 28-07-2014 | Citi Open, Washington                       | ATP 500   | 1 399 700 $ | Dur (ext.) | Vasek Pospisil    | 6-1, 6-4         | Parcours |
| 7  | 21-09-2015 | St. Petersburg Open, Saint-Pétersbourg      | ATP 250   | 1 030 000 $ | Dur (int.) | João Sousa        | 6-3, 3-6, 6-3    | Parcours |
| 8  | 04-01-2016 | Brisbane International by Suncorp, Brisbane | ATP 250   | 404 780 $   | Dur (ext.) | Roger Federer     | 6-4, 6-4         | Parcours |

### Finales en simple messieurs
| No | Date       | Nom et lieu du tournoi                                | Catégorie    | Dotation     | Surface      | Vainqueur             | Score            |          |
| -- | ---------- | ----------------------------------------------------- | ------------ | ------------ | ------------ | --------------------- | ---------------- | -------- |
| 1  | 14-02-2011 | Regions Morgan Keegan Championships, Memphis          | ATP 500      | 1 100 000 $  | Dur (int.)   | Andy Roddick          | 7-67, 611-7, 7-5 | Parcours |
| 2  | 20-02-2012 | Regions Morgan Keegan Championships, Memphis          | ATP 500      | 1 155 000 $  | Dur (int.)   | Jürgen Melzer         | 7-5, 7-64        | Parcours |
| 3  | 01-10-2012 | Rakuten Japan Open Tennis Championships, Tokyo        | ATP 500      | 1 280 565 $  | Dur (ext.)   | Kei Nishikori         | 7-65, 3-6, 6-0   | Parcours |
| 4  | 05-08-2013 | Coupe Rogers présentée par Banque Nationale, Montréal | Masters 1000 | 2 887 085 $  | Dur (ext.)   | Rafael Nadal          | 6-2, 6-2         | Parcours |
| 5  | 30-09-2013 | Rakuten Japan Open Tennis Championships, Tokyo        | ATP 500      | 1 297 000 $  | Dur (ext.)   | Juan Martín del Potro | 7-65, 7-5        | Parcours |
| 6  | 29-09-2014 | Rakuten Japan Open Tennis Championships, Tokyo        | ATP 500      | 1 228 825 $  | Dur (ext.)   | Kei Nishikori         | 7-65, 4-6, 6-4   | Parcours |
| 7  | 27-10-2014 | BNP Paribas Masters, Paris                            | Masters 1000 | 2 884 675 €  | Dur (int.)   | Novak Djokovic        | 6-2, 6-3         | Parcours |
| 8  | 05-01-2015 | Brisbane International by Suncorp, Brisbane           | ATP 250      | 439 405 $    | Dur (ext.)   | Roger Federer         | 6-4, 62-7, 6-4   | Parcours |
| 9  | 10-03-2016 | BNP Paribas Open, Indian Wells                        | Masters 1000 | 6 134 605 $  | Dur (ext.)   | Novak Djokovic        | 6-2, 6-0         | Parcours |
| 10 | 13-06-2016 | AEGON Championships, Londres                          | ATP 500      | 1 802 945 €  | Gazon (ext.) | Andy Murray           | 65-7, 6-3, 6-4   | Parcours |
| 11 | 27-06-2016 | The Championships, Wimbledon                          | G. Chelem    | 13 163 000 £ | Gazon (ext.) | Andy Murray           | 6-4, 7-63, 7-62  | Parcours |
| 12 | 20-02-2017 | Delray Beach Open, Delray Beach                       | ATP 250      | 534 625 $    | Dur (ext.)   | Jack Sock             | Forfait          | Parcours |
| 13 | 01-05-2017 | TEB BNP Paribas Istanbul Open, Istanbul               | ATP 250      | 439 005 €    | Terre (ext.) | Marin Čilić           | 7-63, 6-3        | Parcours |
| 14 | 11-06-2018 | MercedesCup, Stuttgart                                | ATP 250      | 656 015 €    | Gazon (ext.) | Roger Federer         | 6-4, 7-63        | Parcours |
| 15 | 22-08-2020 | Western & Southern Open, New-York                     | Masters 1000 | 4 222 190 $  | Dur (ext.)   | Novak Djokovic        | 1-6, 6-3, 6-4    | Parcours |

### Finale en double messieurs
| No | Date       | Nom et lieu du tournoi          | Catégorie | Dotation  | Surface      | Vainqueurs                         | Partenaire  | Score             |          |
| -- | ---------- | ------------------------------- | --------- | --------- | ------------ | ---------------------------------- | ----------- | ----------------- | -------- |
| 1  | 06-06-2011 | Gerry Weber Open Halle (Westf.) | ATP 250   | 663 750 € | Gazon (ext.) | Rohan Bopanna Aisam-Ul-Haq Qureshi | Robin Haase | 7-68, 3-6, [11-9] | Parcours |

## Parcours dans les tournois duGrand Chelem

### Finale (1)
| Année | Tournoi   | Adversaire en finale | Score           |
| 2016  | Wimbledon | Andy Murray          | 4-6, 63-7, 62-7 |

### En simple
| Année | Open d'Australie | Open d'Australie | Internationaux de France | Internationaux de France | Wimbledon      | Wimbledon     | US Open         | US Open            |
| ----- | ---------------- | ---------------- | ------------------------ | ------------------------ | -------------- | ------------- | --------------- | ------------------ |
| 2010  | —                | —                | —                        | —                        | —              | —             | 1er tour (1/64) | Carsten Ball       |
| 2011  | 1/8 de finale    | David Ferrer     | 1er tour (1/64)          | Michael Berrer           | 2e tour (1/32) | Gilles Müller | —               | —                  |
| 2012  | 3e tour (1/16)   | Lleyton Hewitt   | 3e tour (1/16)           | Juan Mónaco              | 2e tour (1/32) | Sam Querrey   | 1/8 de finale   | Andy Murray        |
| 2013  | 1/8 de finale    | Roger Federer    | 3e tour (1/16)           | Kevin Anderson           | 2e tour (1/32) | Igor Sijsling | 1/8 de finale   | Richard Gasquet    |
| 2014  | 3e tour (1/16)   | Grigor Dimitrov  | 1/4 de finale            | Novak Djokovic           | 1/2 finale     | Roger Federer | 1/8 de finale   | Kei Nishikori      |
| 2015  | 1/4 de finale    | Novak Djokovic   | —                        | —                        | 3e tour (1/16) | Nick Kyrgios  | 3e tour (1/16)  | Feliciano López    |
| 2016  | 1/2 finale       | Andy Murray      | 1/8 de finale            | A. Ramos-Viñolas         | Finale         | Andy Murray   | 2e tour (1/32)  | Ryan Harrison      |
| 2017  | 1/4 de finale    | Rafael Nadal     | 1/8 de finale            | P. Carreño-Busta         | 1/4 de finale  | Roger Federer | —               | —                  |
| 2018  | 1er tour (1/64)  | Lukáš Lacko      | —                        | —                        | 1/4 de finale  | John Isner    | 1/8 de finale   | John Isner         |
| 2019  | 1/4 de finale    | Lucas Pouille    | —                        | —                        | 1/8 de finale  | Guido Pella   | —               | —                  |
| 2020  | 1/4 de finale    | Novak Djokovic   | —                        | —                        | Annulé         | Annulé        | 2e tour (1/32)  | Vasek Pospisil     |
| 2021  | 1/8 de finale    | Novak Djokovic   | —                        | —                        | —              | —             | —               | —                  |
|       |                  |                  |                          |                          |                |               |                 |                    |
| 2023  | —                | —                | —                        | —                        | 2e tour (1/32) | Tommy Paul    | 1er tour (1/64) | Stéfanos Tsitsipás |
| 2024  | 1er tour (1/64)  | Alex de Minaur   | —                        | —                        | —              | —             | —               | —                  |

N.B. : à droite du résultat se trouve le nom de l'ultime adversaire.

### En double messieurs
N'a jamais participé à un tableau final.

## Parcours auxMasters
| Année | Lieu    | Résultat              | Tour           | Adversaires                                           | Victoire / Défaite                | Scores                                       |
| ----- | ------- | --------------------- | -------------- | ----------------------------------------------------- | --------------------------------- | -------------------------------------------- |
| 2014  | Londres | Round Robin (Abandon) | RR             | Roger Federer Andy Murray                             | Défaite                           | 60-7, 1-6 3-6, 5-7                           |
| 2016  | Londres | Demi-finale           | RR Demi-finale | Gaël Monfils Novak Djokovic Dominic Thiem Andy Murray | Victoire Défaite Victoire Défaite | 6-3, 6-4 6-7, 65-7 7-65, 6-3 7-5, 65-7, 69-7 |

## Parcours dans lesMasters 1000
| Année | Indian Wells                | Miami                         | Monte-Carlo               | Madrid                      | Rome                    | Canada                    | Cincinnati                | Shanghai                  | Paris                     |
| ----- | --------------------------- | ----------------------------- | ------------------------- | --------------------------- | ----------------------- | ------------------------- | ------------------------- | ------------------------- | ------------------------- |
| 2009  | —                           | —                             | —                         | —                           | —                       | 1er tour F. González      | —                         | —                         | —                         |
| 2010  | —                           | —                             | —                         | —                           | —                       | 1er tour V. Hănescu       | —                         | —                         | —                         |
| 2011  | 3e tour R. Harrison         | 2e tour S. Devvarman          | 1/8 de finale D. Ferrer   | 1er tour F. López           | 1er tour F. Verdasco    | —                         | —                         | 2e tour D. Ferrer         | 1er tour J. Benneteau     |
| 2012  | 3e tour R. Federer          | 3e tour Forfait               | 1er tour A. Montañés      | 2e tour R. Federer          | 1er tour F. Mayer       | 1/4 de finale John Isner  | 1/4 de finale S. Wawrinka | 2e tour M. Baghdatís      | 1/8 de finale Sam Querrey |
| 2013  | 1/8 de finale J.-W. Tsonga  | 3e tour Forfait               | 2e tour J. Nieminen       | 2e tour F. Verdasco         | 1er tour Kohlschreiber  | Finale R. Nadal           | 1/8 de finale John Isner  | 1/8 de finale S. Wawrinka | 1/8 de finale T. Berdych  |
| 2014  | 1/4 de finale A. Dolgopolov | 1/4 de finale R. Nadal        | 1/4 de finale S. Wawrinka | 1/8 de finale K. Nishikori  | 1/2 finale N. Djokovic  | 1/4 de finale F. López    | 1/2 finale R. Federer     | 2e tour Juan Mónaco       | Finale N. Djokovic        |
| 2015  | 1/2 finale R. Federer       | 1/8 de finale John Isner      | 1/4 de finale T. Berdych  | 1/4 de finale A. Murray     | —                       | 2e tour I. Karlović       | 1er tour F. López         | 1/8 de finale R. Nadal    | —                         |
| 2016  | Finale N. Djokovic          | 1/4 de finale N. Kyrgios      | 1/4 de finale A. Murray   | 1/4 de finale N. Djokovic   | 2e tour N. Kyrgios      | 1/4 de finale G. Monfils  | 1/2 finale A. Murray      | 1/8 de finale Jack Sock   | 1/2 finale Forfait        |
| 2017  | —                           | 3e tour Forfait               | —                         | 1/8 de finale D. Goffin     | 1/4 de finale A. Zverev | 2e tour A. Mannarino      | —                         | —                         | —                         |
| 2018  | 1/2 finale J. M. del Potro  | 1/4 de finale J. M. del Potro | 1/8 de finale Forfait     | 1/8 de finale D. Shapovalov | —                       | 2e tour F. Tiafoe         | 1/4 de finale N. Djokovic | 1er tour M. McDonald      | 2e tour Forfait           |
| 2019  | 1/2 finale D. Thiem         | 3e tour Kyle Edmund           | —                         | —                           | —                       | 2e tour F. Auger          | —                         | —                         | 2e tour D. Thiem          |
| 2020  | n.o.                        | n.o.                          | n.o.                      | n.o.                        | 2e tour D. Lajović      | n.o.                      | Finale N. Djokovic        | n.o.                      | 1/2 finale D. Medvedev    |
| 2021  | —                           | 1/8 de finale H. Hurkacz      | —                         | —                           | —                       | —                         | —                         | n.o.                      | —                         |
|       |                             |                               |                           |                             |                         |                           |                           |                           |                           |
| 2023  | —                           | —                             | —                         | —                           | —                       | 1/8 de finale M. McDonald | —                         | —                         | —                         |
| 2024  | 2e tour Forfait             | —                             | —                         | —                           | —                       | —                         | —                         | —                         | —                         |

N.B. : sous le résultat se trouve le nom de l’ultime adversaire.

## Confrontations avec ses principaux adversaires
Confrontations lors des différents tournois ATP et en Coupe Davis avec ses principaux adversaires (6 confrontations minimum et avoir été membre du top 10). Classement par pourcentage de victoires. Situation au 14 février 2021 :
Les joueurs retraités sont en gris.
| Joueur             | Meilleur classement | Confrontations | Victoires | Défaites | Pourcentage de victoires | Dernière confrontation                                  |
| ------------------ | ------------------- | -------------- | --------- | -------- | ------------------------ | ------------------------------------------------------- |
| Novak Djokovic     | 1                   | 12             | 0         | 12       | 0                        | défaite (64-7, 6-4, 1-6, 4-6) à l'Open d'Australie 2021 |
| John Isner         | 8                   | 6              | 1         | 5        | 16,7                     | défaite (6-3, 3-6, 4-6, 6-3, 2-6) à l'US Open 2018      |
| Roger Federer      | 1                   | 14             | 3         | 11       | 21,4                     | défaite (4-6, 63-7) au tournoi de Stuttgart 2018        |
| Rafael Nadal       | 1                   | 9              | 2         | 7        | 22,2                     | défaite (4-6, 67-7, 4-6) à l'Open d'Australie 2017      |
| Kei Nishikori      | 5                   | 7              | 2         | 5        | 28,6                     | défaite (6-3, 3-6, 4-6, 6-2, 4-6) à la Coupe Davis 2015 |
| Andy Murray        | 1                   | 13             | 4         | 9        | 30,8                     | victoire (6-2, 6-2) au Masters de Cincinnati 2020       |
| Stanislas Wawrinka | 3                   | 8              | 3         | 5        | 37,5                     | défaite (4-6, 64-7) au tournoi de Rotterdam 2019        |
| Gaël Monfils       | 6                   | 6              | 3         | 3        | 50                       | victoire (6-3, 6-4) au Masters 2016                     |
| Fernando Verdasco  | 7                   | 7              | 4         | 3        | 57,1                     | victoire (6-2, 6-4, 65-7, 7-61) à l'US Open 2015        |
| Tomáš Berdych      | 4                   | 9              | 6         | 3        | 66,7                     | victoire (7-62, 7-61) au tournoi de Stuttgart 2018      |
| Jo-Wilfried Tsonga | 5                   | 7              | 5         | 2        | 71,4                     | victoire (6-4, 65-7, 7-61) au tournoi de Stuttgart 2019 |
| Jack Sock          | 8                   | 11             | 8         | 3        | 72,7                     | défaite (5-7, 4-6) au tournoi de Washington 2017        |
| Gilles Simon       | 6                   | 6              | 5         | 1        | 83,3                     | victoire (6-3, 6-4, 6-4) à l'US Open 2018               |
| Tommy Robredo      | 5                   | 6              | 6         | 0        | 100                      | victoire (7-66, 7-65, 7-5) à l'Open d'Australie 2016    |

## Victoires sur le top 10
Toutes ses victoires sur des joueurs classés dans le top 10 de l'ATP lors de la rencontre.
| Légende         |
| Grand Chelem    |
| Masters         |
| Jeux olympiques |
| Masters 1000    |
| 500 Series      |
| 250 Series      |
| Coupe Davis     |

| #  | M.R.   | Tournoi          | Année | Surface      | Adversaire            | Rang  | Tour   | Score                    |
| -- | ------ | ---------------- | ----- | ------------ | --------------------- | ----- | ------ | ------------------------ |
| 1  | no 152 | Open d'Australie | 2011  | Dur          | Mikhail Youzhny       | no 10 | 1/16   | 6-4, 7-5, 4-6, 6-4       |
| 2  | no 84  | San José         | 2011  | Dur (int.)   | Fernando Verdasco     | no 9  | Finale | 7-66, 7-65               |
| 3  | no 59  | Memphis          | 2011  | Dur (int.)   | Fernando Verdasco     | no 9  | 1/16   | 6-4, 3-6, 7-65           |
| 4  | no 31  | Chennai          | 2012  | Dur          | Nicolás Almagro       | no 10 | 1/2    | 6-4, 6-4                 |
| 5  | no 31  | Chennai          | 2012  | Dur          | Janko Tipsarević      | no 9  | Finale | 64-7, 7-64, 7-64         |
| 6  | no 25  | Barcelone        | 2012  | Terre battue | Andy Murray           | no 4  | 1/4    | 6-4, 7-63                |
| 7  | no 19  | Cincinnati       | 2012  | Dur          | Tomáš Berdych         | no 7  | 1/8    | 6-4, 2-6, 6-2            |
| 8  | no 15  | Tokyo            | 2012  | Dur          | Janko Tipsarević      | no 9  | 1/4    | 65-7, 6-2, 7-67          |
| 9  | no 15  | Tokyo            | 2012  | Dur          | Andy Murray           | no 3  | 1/2    | 6-3, 65-7, 7-64          |
| 10 | no 13  | Montréal         | 2013  | Dur          | Juan Martín del Potro | no 7  | 1/8    | 7-5, 6-4                 |
| 11 | no 11  | Bangkok          | 2013  | Dur (int.)   | Richard Gasquet       | no 9  | 1/2    | 3-6, 7-5, 6-4            |
| 12 | no 11  | Bangkok          | 2013  | Dur (int.)   | Tomáš Berdych         | no 6  | Finale | 7-64, 6-3                |
| 13 | no 11  | Indian Wells     | 2014  | Dur          | Andy Murray           | no 6  | 1/8    | 4-6, 7-5, 6-3            |
| 14 | no 10  | Paris-Bercy      | 2014  | Dur (int.)   | Roger Federer         | no 2  | 1/4    | 7-65, 7-5                |
| 15 | no 10  | Paris-Bercy      | 2014  | Dur (int.)   | Tomáš Berdych         | no 5  | 1/2    | 6-3, 3-6, 7-5            |
| 16 | no 8   | Brisbane         | 2015  | Dur          | Kei Nishikori         | no 5  | 1/2    | 64-7, 7-64, 7-64         |
| 17 | no 6   | Indian Wells     | 2015  | Dur          | Rafael Nadal          | no 3  | 1/4    | 4-6, 7-610, 7-5          |
| 18 | no 14  | Brisbane         | 2016  | Dur          | Roger Federer         | no 3  | Finale | 6-4, 6-4                 |
| 19 | no 14  | Open d'Australie | 2016  | Dur          | Stanislas Wawrinka    | no 4  | 1/8    | 6-4, 6-3, 5-7, 4-6, 6-3  |
| 20 | no 14  | Indian Wells     | 2016  | Dur          | Tomáš Berdych         | no 7  | 1/8    | 6-4, 7-67                |
| 21 | no 10  | Madrid           | 2016  | Terre battue | Jo-Wilfried Tsonga    | no 7  | 1/8    | 6-4, 6-4                 |
| 22 | no 7   | Wimbledon        | 2016  | Gazon        | Roger Federer         | no 3  | 1/2    | 6-3, 63-7, 4-6, 7-5, 6-3 |
| 23 | no 6   | Cincinnati       | 2016  | Dur          | Dominic Thiem         | no 9  | 1/4    | 6-3, 6-4                 |
| 24 | no 4   | Masters          | 2016  | Dur (int.)   | Gaël Monfils          | no 6  | Poules | 6-3, 6-4                 |
| 25 | no 4   | Masters          | 2016  | Dur (int.)   | Dominic Thiem         | no 9  | Poules | 7-65, 6-3                |
| 26 | no 3   | Brisbane         | 2017  | Dur          | Rafael Nadal          | no 9  | 1/4    | 4-6, 6-3, 6-4            |
| 27 | no 24  | Madrid           | 2018  | Terre battue | Grigor Dimitrov       | no 4  | 1/16   | 7-5, 3-6, 6-3            |
| 28 | no 17  | Open d'Australie | 2019  | Dur          | Alexander Zverev      | no 4  | 1/8    | 6-1, 6-1, 7-65           |
| 29 | no 35  | Open d'Australie | 2020  | Dur          | Stéfanos Tsitsipás    | no 6  | 1/16   | 7-5, 6-4, 7-62           |
| 30 | no 30  | Cincinnati       | 2020  | Dur          | Stéfanos Tsitsipás    | no 6  | 1/2    | 7-65, 6-3                |
| 31 | no 545 | Toronto          | 2023  | Dur          | Frances Tiafoe        | no 10 | 1/32   | 612-7, 7-64, 6-3         |

## Classements ATP en fin de saison
| Année          | 2007 | 2008 | 2009 | 2010 | 2011 | 2012 | 2013 | 2014 | 2015 | 2016 | 2017 | 2018 | 2019 | 2020 | 2021 | 2022 | 2023 | 2024 |
| Rang en simple | 1369 | 923  | 377  | 156  | 31   | 13   | 11   | 8    | 14   | 3    | 24   | 18   | 31   | 14   | 70   | –    | 318  | 237  |
| Rang en double | 1381 | 515  | 423  | 346  | 368  | 203  | 131  | 571  | 853  | 572  | –    | –    | 449  | 377  | 624  | –    | –    | –    |

Source : (en) Classements de Milos Raonic sur le site officiel de la Fédération internationale de tennis